# 2022年のスポーツ
2022年のスポーツ（2022ねんのスポーツ）では、2022年（令和4年）のスポーツ関連の出来事についてまとめる。

## できごと

### 1月
- 1日 - 【キックボクシング】 キックボクサーの松倉信太郎が元グラビアアイドルの犬童美乃梨と結婚したことを自身のSNSで報告した[1]。
- 2日 - 【ラグビー】 ジャパンラグビーリーグワン DIVISION1 Aカンファレンスに所属するグリーンロケッツ東葛は、31歳のオーストラリア出身選手が昨年12月30日の朝にコカインを所持していた大麻取締法違反で警視庁麻布署に現行犯逮捕されたことを公表すると同時に、当該選手の契約をこの日付けで解除したことを発表した[2]。
- 5日
  - 【ラグビー】 JAPAN RUGBY LEAGUE ONE DIVISION1 Aカンファレンスに所属する埼玉ワイルドナイツの選手や関係者6名が新型コロナウイルスに感染していたことが判明。国立競技場（東京都新宿区）で予定していた7日の開幕戦（対船橋・東京ベイ）は中止が決定した[3][4]。
  - 【ハンドボール】 ヨーロッパ遠征を敢行中であったハンドボール日本男子代表（彗星JAPAN）が滞在先の ポーランドにて体調を崩す選手が現れたことを受けて選手団及び関係者のPCR検査を実施したところ、10名の新型コロナ陽性反応者が確認された。これを受けて日本ハンドボール協会（JHA）はこの日、代表チームに対して予定されていた スペインでの国際大会出場取り止めを含めたヨーロッパ遠征の中止と健康に問題のない選手らの早急な帰国を指示すると共に、本年1月18日から開催される「第20回アジアハンドボール選手権大会（英語版）」（ サウジアラビア）への出場を辞退する決定を下したことを発表した[5][6]。
- 6日
  - 【スキー】 年末年始期間にヨーロッパで開催される伝統のスキージャンプ週間（4大会）に於いて最終戦となったこの日のビショフスホーフェン（ オーストリア）大会にて、3戦3勝で2018-19シーズン以来の4戦全勝を目指した小林陵侑（土屋ホーム）は5位となったが総合得点で2位を圧倒して3シーズンぶりとなる2度目の総合優勝を達成した[7]。
  - 【ボクシング】 昨年11月13日に行われた日本ユース・フェザー級タイトルマッチの敗戦後に裁定を不満としてレフェリーに対して暴言を吐き、さらに客席の椅子を蹴飛ばすなどの粗暴行為を行ったとして、日本ボクシングコミッション（以下、JBCと表記）は2021年12月17日付の告示で亀田京之介（ハラダジム）を6か月のライセンス資格停止処分、またジム会長の原田剛志を戒告処分としたことが各マスコミにて報道された[8]。→「2021年のスポーツ」できごと節の2021年12月17日の項も参照
- 9日 - 【ラグビー】 国立競技場で行われた第58回全国大学ラグビー選手権・決勝で4大会ぶり10度目の優勝を飾った帝京大学ラグビー部監督の岩出雅之が、試合後に行われた記者会見の最後で「この大会をもって26年の監督生活から引退する」ことを表明[9]。その後、3月10日に正式に退任したと同時に4月1日付で発足する帝京大学スポーツ局の初代局長に就任することが発表された[10]。
- 11日 - 【体操】 オリンピック体操競技の個人総合2大会連続金メダル（2012年ロンドン、2016年リオデジャネイロ）、世界選手権個人総合6連覇など数々の偉業を成し遂げ、世界体操界に“King”と讃えられる体操選手の内村航平（ジョイカルジャパン）がこの日、自身の公式サイトに於いてマネジメント事務所である「スポーツコンサルティングジャパン」からの発信という形で現役を引退することを発表[11][12]。なお14日に内村本人による正式な引退記者会見を行った[13]。
- 12日 - 【陸上競技】 日本陸上競技連盟（以下、日本陸連と表記）、中国新聞社などはこの日、23日に広島平和記念公園発着で開催を予定していた天皇盃全国都道府県対抗男子駅伝競走大会を広島県内での新型コロナ感染拡大のため中止することを発表。中止は前年に続き2年連続となった[14]。
- 13日 - 【バレーボール】 日本バレーボール協会（以下、JVAと表記）は2020年1月のビーチバレーボールワールドツアー・イラン大会でのエントリーキャンセルに係る不適切処理問題に関してこの日の理事会にて一連の問題について『スポーツ団体としての信頼を損ない、バレーボール関係者への世間の失望や不信感が増幅された』として関わった責任者及び関係者の処分を決定。その内容はJVA会長：嶋岡健治に対し会長解任及び理事辞職勧告、同業務執行理事兼事務局長：高野和弘に対し役職解任及び理事辞職勧告、同ビーチバレー強化部長：小田勝美を役職解任とするもの。なお、JVAでは当面の間は副会長2名（河本宏子・松下敬）主導による暫定統治体制とし、2022年4月までに新会長と新事務局長を選出して新体制を早急に発足させることとしている[15][16]。→「2021年のスポーツ」できごと節の2021年12月17日の項も参照
- 15日 - 【柔道】 全日本柔道連盟（以下、全柔連と表記）はこの日、1月17日・18日に山梨県小瀬スポーツ公園武道館（甲府市）で開催を予定していた2021年度講道館杯全日本柔道体重別選手権大会について、新型コロナの陽性反応者に対する濃厚接触者の発現などにより活動停止を余儀なくされた柔道チームに所属若しくは出稽古などで日常的に出入りしていた柔道家（選手）の例が多く見られたため、全柔連の コロナ対処基本方針 に則り、大会を急遽中止することを決定した。なお、代替日程については今後の社会情勢を勘案した上で検討するという[17][18]。
- 16日（現地時間） - 【ゴルフ】  アメリカ合衆国・ハワイ州ホノルルのワイアラエCCで開催されたソニーオープン・イン・ハワイで、 日本の松山英樹（LEXUS）がプレーオフを制し同大会初優勝。日本人選手が同大会を制したのは、前身のハワイアン・オープン時代の1983年に優勝した青木功以来39年ぶり2人目。松山はこの優勝により、崔京周（ 韓国）が持つアジア人のPGAツアー最多勝利記録8勝に並んだ[19]。
- 17日 - 【ゴルフ】 日本ゴルフツアー機構（以下、JGTOと表記）は、1月20日から4日間、 シンガポール・セントーサGCセラポンコースで開催のアジアンツアーとの共催競技だった『SMBCシンガポールオープン』について、JGTOの賞金ランキング加算外競技にすると共に以後のツアー出場権、及び2年間の日本ツアー出場資格も付与しないことを発表。前週に同じシンガポールで行われたアジアンツアーの試合で選手1名[注 1]が隔離措置などを破る事例が発生し、これを受けて同国が特別ビザ発給を取りやめたことによりJGTOから参加予定だった18名が出場できなくなったものによる[20]。
- 18日 - 【バスケットボール】 日本車いすバスケットボール連盟（JWBF）はこの日、1月21日 - 23日に開催を予定していた「天皇杯第48回日本車いすバスケットボール選手権大会」（東京都調布市：武蔵野の森総合スポーツプラザ）について、新型コロナオミクロンウイルス拡大などの昨今の状況を鑑み、開催中止を決定したことを発表。なお同連盟では1月19日に公式Youtubeチャンネルにて本件に関する詳細な説明を行うこととしている[21][22]。
- 26日 - 【体操】 オリンピック2大会出場や2015年体操ワールドカップ東京大会個人総合優勝など数々の実績を持つ女子体操の寺本明日香（MIKI HOUSE）がこの日、「第76回全日本体操個人総合選手権大会〈2022年4月23日・24日／東京体育館〉を最後に現役を引退する」ことを発表した[23]。
- 29日 - 【陸上競技】 陸上女子100m・200m日本記録保持者で、オリンピック3大会連続、世界選手権4大会連続出場など、日本女子短距離の第一人者として活躍した福島千里（セイコー）がこの日、現役引退を発表。今後はセイコーのアンバサダーとして後進の指導などの活動を行う意向[24]。

### 2月
- 1日 - 【水泳】 国際水泳連盟（FINA）は、本年5月に開催予定であった世界選手権を2023年7月14日から30日まで 日本・福岡市で、同年11月に カタール・ドーハで開催予定であった世界選手権を2024年1月にそれぞれ再延期することを発表[25][26]。
- 5日 - 【大相撲】 日本相撲協会とフジテレビジョンは連名でこの日、6日に開催を予定していた『日本大相撲トーナメント第四十六回大会』（東京都墨田区・両国国技館）について、横綱・照ノ富士春雄をはじめとする力士らの大量の新型コロナ感染が明らかとなり、幕内力士29名及び十両力士15名が大会を休場する事態となったことから興行が成り立たない状況となったと判断、同大会の開催を中止することを決定し発表した[27][28]。
- 6日 - 【五輪・スキージャンプ】 北京オリンピックのスキージャンプ男子ノーマルヒル決勝が同日夜に行われ、小林陵侑（土屋ホーム）が金メダルを獲得した[29]。同種目での金メダル獲得は1972年札幌オリンピック70m級の笠谷幸生（当時ニッカウヰスキー）以来となった[注 2][30]。
- 7日
  - 【陸上競技】 昨年8月の東京五輪男子マラソン6位入賞をもって現役を引退した元マラソン日本最高記録保持者の大迫傑が、この日更新した自身のオフィシャルサイトで現役に復帰することを表明[31]。
  - 【水泳】 FINAは2022年世界水泳選手権について ハンガリーのブダペストに於いて開催することを決定し、公式サイトにて告示した[32][33]。
- 11日 - 【五輪・スノーボード】 北京オリンピックのスノーボード男子ハーフパイプ決勝が同日に行われ、平野歩夢（TOKIOインカラミ）が金メダルを獲得した[注 3][34]。
- 20日 - 【五輪】 北京オリンピックの閉会式が同日に行われ、日本は2月3日 - 20日までの大会期間中に金3、銀6、銅9の計18個のメダルを獲得（日本としては冬季五輪史上最多）。五輪旗が北京市長からミラノ市長・コルティナ・ダンペッツォ市長に手渡され、聖火も納火され、同大会は閉幕した[35][36]。
- 21日
  - 【競馬】 昨年5月に行われたケンタッキーダービーを制したメディーナスピリット[注 4]から禁止薬物の「ベタメタゾン」が検出された問題で、同競走の開催場であるチャーチルダウンズ競馬場を運営するチャーチルダウンズ社及びケンタッキー州競馬委員会はこの日、正式に同馬を失格とし、2位入線のマンダルーンを繰り上げで1位にすると同時に、メディーナスピリットの管理調教師であるボブ・バファートに対し90日間の調教停止、7500ドル（約86万円）の罰金を科すと発表した。一方バファートはこの処分を不服として即時控訴を行う方針[37][38]。
  - 【ゴルフ】 JGTOはこの日、本年4月21日 - 24日に開催を予定していた日本ツアー／DPワールドツアー（ヨーロピアンゴルフツアー）共同開催大会の『ISPS HANDA 欧州・日本どっちが勝つかトーナメント!』（茨城県小美玉市：PGM石岡GC）について、新型コロナ対策にかかる外国人入国制限及び入国後隔離措置などの影響の大きさに鑑み、今年度の開催を断念して2023年シーズンへ持ち越しとすることを決定。また今年度限りの暫定代替大会として同一会場・同一期間にてJGTO単独開催により『ISPS HANDA 欧州・日本、とりあえず今年は日本トーナメント!』を開催することを併せて発表した[39][40]。
- 22日 - 【競馬】 複数の欧州メディアが報じたところによると、三年連続で イギリスのリーディングジョッキーに輝き、また2019年にはGI・ジャパンカップをスワーヴリチャードで制すなど日本でも実績を残しているオイシン・マーフィー（ アイルランド出身、 イギリス拠点）が2020年に海外遠征から帰国した際に新型コロナ対策規定に違反し、さらに昨年5月と10月にはレース前の呼気検査で基準を超えるアルコールが検出されたとして英国競馬統括機構（BHA）の懲戒委員会から2021年12月8日から2023年2月16日まで14か月間の騎乗停止、及び罰金3万1111ポンド（約485万円）の処分を受けた。マーフィーは2020年にコカインの陽性反応が出たとしてフランスギャロから3か月間の騎乗停止処分を受けている。なお「治療に専念する」として、2021年12月16日付で一時的に騎手免許を返上した[41]。
- 24日 - 【プロボクシング】 「JBCの不当な処分によりジムが活動停止となり試合ができなくなった」として、亀田三兄弟（興毅・大毅・和毅）と個人事務所がJBCを相手取り約6億6000万円の損害賠償を求めた裁判の控訴審で、東京高等裁判所は一審の東京地方裁判所の亀田側勝訴の判決を支持し、さらにJBCに対して一審より2倍以上に当たる1億円余りを支払うように命じた[42]。判決に対して亀田側は「こういう判決が出てホッとした。勝利宣言と言えるのではないか」とコメント。さらに最高裁判所へは上告しない旨を述べた[43]。一方JBC理事長の永田有平は「驚いているし大変残念。判決内容を精査して今後の対応を考えたい」とした[44]。
- 25日
  - ロシアによるウクライナ侵攻の影響により、一部の大会及び会議が中止となった。
    - 【スキー】 国際スキー連盟（FIS）はロシアによるウクライナ侵攻という事態を受け、2月25日以後3月末までロシア国内で開催される予定であったフリースタイルスキー（スキークロス、エアリアル）及びノルディックスキー（女子ジャンプ、クロスカントリー）の合計6大会について、この日「すべての競技参加者とワールドカップの品位を守るために開催中止を決定した」ことを声明文で明らかにし、6大会について会場を他へ移動して開催する考えを示唆した[45][46]。
    - 【自動車】 国際自動車連盟（FIA）とフォーミュラ1は、「2022年のF1世界選手権」シリーズ第17戦のロシアグランプリ（ソチ・オートドローム、2022年9月23日 - 25日）について、「ロシアのウクライナ侵攻を受けた現在の情勢では通常通りの開催は出来ない」として開催中止をこの日決定した[47]。その後、5月18日にロシアグランプリに代わる大会については行わないことを発表した[48]。
    - 【テニス】 国際テニス連盟（ITF）はこの日、ロシアによるウクライナ侵攻を受けて「2022年に予定する連盟主催のロシアでの競技大会を無期限キャンセルすると共に、4月に予定するウクライナでの競技大会の日程を延期する」ことを声明文の形で発表した[49][50]。
    - 【その他】 スポーツの国際会議『スポーツアコード』も、5月にロシア・エカテリンブルクで開催予定だった会議を中止することを発表した[51]。

  - 【卓球】 国際卓球連盟（ITTF）は「第56回世界卓球選手権団体戦」（ 中国・成都市）について、新型コロナオミクロンウイルス問題の影響を考慮し、当初予定の4月から日程を変更し、9月30日 - 10月9日までの期間とすることを決定し、この日公式サイトで告示した[52][53]。
- 26日 - 【体操】 国際体操連盟（FIG）はこの日の執行委員会でロシアによるウクライナ侵攻を受けた措置として「FIG主催大会でのロシア及びベラルーシの国旗掲揚及び国歌の演奏を停止する」「ロシア及びベラルーシでのFIG公認競技大会の開催をすべてキャンセルする」などを取り決めると共に、FIG会長の渡邊守成の名義で「我々の義務は、政治的圧力から選手を守ることを含め、すべての選手を守ること」だとする声明文を発表した[54][55]。
- 27日
  - 【陸上競技】 第10回大阪マラソン兼第77回びわ湖毎日マラソン統合大会（大阪府庁前スタート→大阪城公園フィニッシュ）で、初マラソンの星岳（ほし・がく、コニカミノルタ）が2時間07分31秒で優勝。さらに昨年のびわ湖毎日マラソンで作田将希（JR東日本）が記録した初マラソン日本最高記録（2時間07分42秒）を11秒更新した[56][57]。
  - 【柔道】 国際柔道連盟（IJF）はロシアによるウクライナ侵攻を受けてこの日、同国大統領：ウラジーミル・プーチンのIJF名誉会長の職務を停止する措置を執ったことを発表した[58][59]。
- 28日 - 【五輪】 国際オリンピック委員会（以下、IOCと表記）はこの日、オンラインで理事会を開き、国際競技連盟（IF）などに対し、ロシア・ベラルーシの選手・役員の国際大会参加を禁止する要請を出した[60][61]。

### 3月
- 1日
  - 【水泳】 日本水泳連盟はこの日までに東京オリンピック競泳女子個人メドレー200m・400m金メダリストの大橋悠依（イトマン東進）から提出されていた選手肖像権管理解除の申請について連盟常務理事会にて承認したことを明らかにした。これにより大橋は自身で商業活動を展開することが可能となる個人事業主（いわゆるプロフェッショナル）選手[注 5]として活動することとなった[62]。
  - 【バレーボール】 国際バレーボール連盟（FIVB）はこの日、本年8月26日 - 9月11日に開催予定の「2022年バレーボール男子世界選手権」についてこの日開催した理事会決定事項として、『ロシアによるウクライナ侵攻の影響を理由としてロシアでの開催剥奪の決定』[63][64] 及び、『ロシア及びベラルーシの男女代表チーム並びに両国内のクラブチームについて、FIVBが主催するすべてのカテゴリーの競技大会から除外する』ことも併せて決定したことを発表した[65][66]。
  - 【スケート】
    - 国際スケート連盟（ISU）はこの日、2月28日に発出されたIOCの要請を受けて3月以後にISUが主催するすべての国際競技大会に於けるロシア及びベラルーシの選手及び関係者の参加資格を無期限停止することを決定。これにより両国の選手及び関係者は国際競技大会から除外されることとなった[67][68]。→2月28日の項も参照。
    - 1998年長野五輪男子500メートル金メダリストの清水宏保、また現役では2月に行われた北京五輪女子団体追い抜き銀メダリストで平昌五輪女子団体追い抜き・マススタート金メダリストの髙木菜那など幾多の名選手を輩出した日本のスピードスケートの名門チームである日本電産サンキョースケート部（1957年創部）が3月31日をもって廃部することを同社が発表した。髙木については今後話し合いを行うとし、銀メダルの報奨金については「規定に従って贈呈する」とした[69]。
- 2日
  - 【パラリンピック】 国際パラリンピック委員会（以下、IPCと表記）はこの日北京市内で理事会を開き、ロシアのウクライナ侵攻を受け、2022年北京パラリンピックに参加のロシアパラリンピック委員会とベラルーシに対して、中立として参加する声明を出した[70][71]。パラリンピック旗の下、金メダルを獲得してもパラリンピック賛歌が演奏されることとなる。
  - 【アイスホッケー】 北海道新聞が関係者への取材として報じたところによると、アジアリーグに所属するひがし北海道クレインズの運営会社が選手やスタッフに支払う給料について、昨年12月分以降遅配状態にあることが判明。コロナ禍の影響により観客動員を制限していることもあり、チケットやグッズの売り上げが低迷。経営にも影響し2020年度は赤字決算となった。一部選手などはアルバイトで生計を立てているという。遅配について同社ゼネラルマネージャーは同紙に対し「今は何もお答えすることができない」としたが[72]、その後4月1日に北海道釧路市内で行った記者会見で運営会社社長の田中茂樹が遅配の事実を認め陳謝したと同時に、遅配分は3月末までに銀行の融資により払い終えたとした[73]。
- 3日
  - 【パラリンピック】 IPCはこの日北京市内で緊急会議を開き、2022年北京パラリンピックに参加予定だったロシアパラリンピック委員会とベラルーシに対して、参加を認めない声明を出した[74][75]。
  - 【陸上競技】 2008年北京五輪陸上長距離代表の赤羽有紀子が在籍していたことで知られ、東北地方以北では唯一の女子実業団チームだった北海道のホクレン女子陸上競技部（1987年創部）が2023年3月末をもって解散することが発表された。解散は2月25日のホクレンの理事会で決定したもので、コロナ禍に加えて新規チームの増加により入部者が1年に1人程度とスカウト面で苦戦を強いられていた[76]。
- 6日 - 【陸上競技】 東京マラソン2021（東京都庁前スタート→東京駅前行幸通りフィニッシュ）の男子10km過ぎで、選手を先導していた警視庁の白バイ2台のうち1台がコースを間違えて、優勝したエリウド・キプチョゲ（ ケニア）らがそれに釣られて約10秒コースをロスするハプニングが発生した[77]。また男子日本人トップの鈴木健吾（富士通）と女子日本人トップの一山麻緒（ワコール）[注 6]の合計タイムが4時間26分30秒となり、「フルマラソンの同一レースにおける夫婦の合計タイム」でギネス世界記録を更新した[注 7][78]。
- 21日 -【ボートレース】 第57回ボートレースクラシック優勝戦が大村競艇場（長崎県大村市）で行われ、遠藤エミ（登録番号：4502、滋賀県支部）が女性ボートレーサーとして初めてSGレースを優勝[79]。
- 22日 - 【バレーボール】 JVAはこの日開催した臨時理事会に於いて1月13日に解任された嶋岡健治前会長の後任となる第12代会長として、日本体育大学・富士フイルムで活躍、日本男子代表でも1984年のロサンゼルスオリンピックや1988年のソウルオリンピックなどに出場し、現役引退後はビーチバレーボール選手やタレントとしても活動している川合俊一を選出し、即日就任したことを発表した[80][81]。→1月13日の項も参照。
- 23日 - 【テニス】 過去に全豪オープンなどの四大大会で3勝を挙げ、世界ランキング1位の オーストラリアの女子テニス選手アシュリー・バーティが、自身のインスタグラムで現役引退を発表[82][83]。
- 25日 - 【バドミントン】 日本バドミントン協会（NBA）はこの日、2018年から2019年にかけて同協会に勤務していた元職員が、協会登録選手の海外遠征費や国際大会賞金などとして徴収されていた現金680万円を協会の銀行口座に入金せず、自ら着服していた事案があったことを銭谷欽治協会専務理事の記者会見にて明らかにした。協会側はこの事案を公表しなかったことについて「東京オリンピック目前だったため、選手や関係者に余計な心配をかけるようなことを避けたい思いがあった」としたが、隠蔽する目的はなかったとした。なお協会側は当該職員を2020年6月で諭旨免職処分とし、弁済証書を提出させて着服分の返済を行わせると共に、被害金欠損分を理事・監事により私費を提供する形で補填する措置を執ったことも明らかにしている[84]。
- 26日 - 【フィギュアスケート】 全日本選手権4年連続優勝、2018年平昌オリンピック4位などの実績を持つフィギュアスケート選手の宮原知子（木下グループホールディングス）がこの日、自身のInstagramにて2021-22シーズン終了を以て現役を引退することを表明。今後はプロスケーターとして活動する構想を明らかにしている[85]。
- 27日
  - 【スキー】 ノルディックスキーFISスキー・ジャンプワールドカップ男子個人最終第28戦のプラニツァ（ スロベニア）大会（フライングヒル）が開催され、この最終戦に決着が持ち越された小林陵侑（土屋ホーム）とカール・ガイガー（ ドイツ）との男子ワールドカップ総合優勝争いでは、この試合で小林は8位に終わったが、優勝が逆転での総合優勝の絶対条件であったカイガーが16位となったため、この結果、小林の2021-22シーズンの個人総合優勝が決定、小林は2018-19シーズン以来の2度目の総合優勝となった[86][87]。
  - 【バドミントン】 日本バドミントン協会が2019年に国庫補助事業として長崎県で行った「日本と韓国の両国の高等学校バドミントン交流事業」の一環として選手らが大型リゾート施設を訪問した際の代金の領収書についてその内容を一部偽った内訳書を日本オリンピック委員会（以下、JOCと表記）に提出し、JOCから不正申請であるという指摘がなされたことがこの日判明[88]。バドミントン協会側では「偽造したつもりはない」と述べたが[88]、25日発覚の着服問題に続くバドミントン界の不祥事を重く見たスポーツ庁は4月8日までに日本バドミントン協会に対して着服問題と不正申請問題の両方について直ちに再調査するよう指示したことも明らかになっている[89]。
- 28日 - 【陸上競技】 女子マラソン日本歴代4位（国内最高記録保持者）の一山麻緒はこの日、「高校（出水中央高等学校）卒業以来在籍したワコールを離れ、2022年4月1日付で資生堂へ移籍する」ことを表明。一山は移籍の理由について、昨年陸上競技選手で男子マラソン日本歴代1位記録保持者の鈴木健吾（富士通）と結婚したことに伴い、鈴木が在籍する富士通と同じ関東地区を今後の競技生活の拠点とするためであることを明らかにしている[90]。
- 30日 - 【ラグビー】 JAPAN RUGBY LEAGUE ONE DIVISION 3 に所属する宗像の親会社であるサニックスは、「経営環境を総合的に判断した上で」チームの活動を5月末をもって休止することを発表した[91]。

### 4月
- 12日 - 【スピードスケート】 日本のスピードスケート第一人者として冬季オリンピックにバンクーバーから北京まで4大会に連続出場、平昌オリンピックでの女子500m金メダルを始め五輪で金1、銀2の3個のメダルを獲得、ISUワールドカップ通算34勝（日本女子最多）などの実績を持つ小平奈緒（相澤病院）がこの日、長野県長野市で記者会見を開き「10月にエムウェーブで開催される全日本距離別選手権の500mのレースを最後の区切りとしたい」として第一線から退くことを表明した[92]。
- 15日 - いずれも【バレーボール】
  - 日本バレーボールリーグ機構はこの日、16日に開催を予定していた「2021-22 V.LEAGUE DIVISION1 WOMEN」（Vリーグ女子1部）の優勝決定戦となるプレーオフファイナル第2戦「久光スプリングス 対 JTマーヴェラス」戦（千葉県千葉市中央区・千葉ポートアリーナ）について、両チームの選手から新型コロナの陽性反応者が確認されたため、双方のチーム関係者や観客などの安全に配慮し、試合の開催を中止することを決定、即日発表した[注 8]。なお、同機構では10日の女子ファイナル第1戦（静岡県静岡市駿河区・このはなアリーナ）においてセットカウント3-1で勝利していた久光を今シーズンのチャンピオンと認定し、以下全チームの最終順位を確定させる措置を執った[93][94]。
  - FIVBはこの日、ロシアから開催権を剥奪した2022年バレーボール男子世界選手権に関し、新たな開催国として「ポーランドとスロベニアを選出し、両国の共同開催とする」決定を行ったこと及び、またロシアの資格停止による世界選手権への新たな出場国としてウクライナを招待することも併せて決定したことを告示した[95][96]。
- 25日
  - 【体操】 2020年東京オリンピック体操日本代表で、昨年の世界選手権（北九州市立総合体育館）の練習中の負傷の影響などにより現役引退を決めていた女子体操選手の畠田瞳（セントラルスポーツ）がこの日、東京都内にてオンラインで引退記者会見を開催。畠田は今後の目標として「体操競技の指導者を目指したい」と語った[97]。
  - 【フィギュアスケート】 ISUはこの日、ロシアとベラルーシの資格停止処分に伴い、2022/23 ISUグランプリシリーズから「ロシア杯」を除外する決定を下したことを明らかにした[98]。
- 28日 - 【ボクシング】 JBC関西事務局は、4月24日に大阪府立体育会館（エディオンアリーナ大阪、大阪市浪速区）で行われた試合で敗れた20歳代の選手[注 9] が帰宅途中に気分が悪くなり大阪市内の病院に搬送され、急性硬膜下血腫と診断され開頭手術を受けたことを公表。当該選手は手術の結果意識が回復し経過観察中である[99]。

### 5月
- 6日 - いずれも【総合】
  - アジアオリンピック評議会（OCA）はこの日、タシュケント（ ウズベキスタン）で理事会を開き、本年9月に予定していた「2022年アジア競技大会」（ 中国・杭州市）の開催を延期することを決定した[100][101]。
  - OCAは本年12月に 中国・汕頭市で開催を予定していた「第3回アジアユースゲームズ」について中国が大会開催を返上したことを受け、2025年にタシュケント（ ウズベキスタン）で第3回として大会を開催することを決定した[101]。
  - 国際大学スポーツ連盟（FISU）は本年6月に 中国の成都市で開催を予定していた「ワールドユニバーシティゲームズ」も2023年に再延期することを決定した[102][103]。
- 7日 - 【陸上競技】 国立競技場で行われた第106回日本陸上競技選手権大会男子1万メートル2組で、トップでフィニッシュした相澤晃（旭化成）らを撮影しようとした日本放送協会（NHK）から委託された外部のカメラクルー2人が競技中であるにもかかわらずトラック内に入り込み、その際カメラのケーブルが周回遅れで走っていた三田真司（サンベルクス）の首付近に接触する走行妨害行為があった。三田はバランスを崩しながらもフィニッシュしたが、競技終了後に首の痛みを訴えて東京都内の病院で診察を受けたほか、他4選手もこの影響により減速を余儀なくされた。これについて翌8日、日本陸連が「あってはならないこと。二度と同じ事が起こらないようにする」、またNHKも「基本的な事項が守られておらず、確認が不十分だった。ご迷惑をお掛けしたことを深くお詫びする」とそれぞれ謝罪した[104][105]。
- 18日 - 【バスケットボール】 国際バスケットボール連盟（FIBA）はこの日、ロシア及びベラルーシの両国の今後のバスケットボール活動について、『1. ロシア及びベラルーシでのFIBA公式競技大会を開催しない』、『2. 今後開催予定の2023年FIBAバスケットボール・ワールドカップ、2022年FIBA女子バスケットボール・ワールドカップ、2022年FIBA U-17女子バスケットボールワールドカップ（英語版）の大会参加国から両国を除外する』、『3. 3x3（3人制バスケットボール）のナショナルチーム公式大会から両国を除外する』などといった連盟実行委員会の決議が行われたことを発表した[106][107]。
- 26日 - 【スキー・スノーボード】 国際スキー連盟（FIS）はこの日、ミラノ（ イタリア）に於いて第53回連盟総会を開催し、ヨハン・エリアーシュ（スウェーデン語版）会長の再選などの評議員会人事を決定すると共に、連盟の名称についてスノーボードを追加した『国際スキー・スノーボード連盟』（フランス語: Fédération internationale de ski et de snowboard）と改めることを決議。またIPCよりパラスノースポーツの統括運営の移譲を受けることも併せて決定した[108]。

### 6月
- 2日 - 【テニス】 2022年全仏オープン（ フランス・パリ・スタッド・ローラン・ギャロス）の混合ダブルス決勝に於いて、柴原瑛菜（ 日本・橋本総業HD）／ウェスレイ・クールホフ（オランダ語版）（ オランダ）組がウルリッケ・アイケリ（ノルウェー語版）（ ノルウェー）／ヨラン・フリーゲン（ノルウェー語版）（ ベルギー）組を相手にセットカウント2-0で勝利し、グランドスラム大会初優勝を果たす。なお、柴原は日本人選手としては1997年の同大会同種目で平木理化（NTT）がマヘシュ・ブパシ（ インド）とのペアで優勝して以来、25年ぶりとなる制覇ともなった[109]。
- 7日 - 【スケート】 ISUはこの日、プーケット（ タイ）で開催している連盟総会2日目の審議でスケート選手の年齢制限について討議し、スピードスケート、フィギュアスケート、ショートトラック、シンクロナイズドスケーティング各競技のシニアキャリア開始年齢（国際大会出場資格）について、『シーズン開始前の7月1日時点で15歳以上である者』という現行の規定から『2023/24シーズンは16歳以上、2024/25シーズン以降は17歳以上とする』規定に改めることを決定した[110][111][112]。この決定により、事実上中学生年代のスケート選手[注 10]のオリンピック及び世界選手権大会への出場が不可能となる。
- 9日 - 【ゴルフ】 米国PGAツアーは、グレッグ・ノーマン（ オーストラリア）らが提唱し、サウジアラビア政府系ファンドが支援する新ゴルフツアー「リブ・ゴルフ・インビテーションリーグ」に参戦したダスティン・ジョンソン、フィル・ミケルソン（共に アメリカ合衆国）やセルヒオ・ガルシア（ スペイン）ら17名の選手に対してPGAツアーへの参加資格を剥奪したことを発表。事実上の追放処分となった。PGAツアー側は「新リーグへの参戦は我々のトーナメント規則に違反している」とコメント。これに対してリブゴルフ側は「ゴルファーのプレーを妨害することは理解に苦しむ」と反発[113][114]。また参加資格を剥奪された一人であるイアン・ポールター（ イギリス）が今回の決定に異議申し立てを行う意向であることを表明[115]。その後、8月3日までにミケルソン、ポールター、ブライソン・デシャンボー（ アメリカ合衆国）ら11選手がPGAツアーを相手に反トラスト法（独占禁止法）違反及び参加資格剥奪処分の撤回を求めてカリフォルニア北部地方裁判所に提訴した[116]。
- 11日・12日 - 【自動車】 第90回ル・マン24時間レース決勝（ フランス・ル・マン市・サルト・サーキット、 1周13.626 km）で、ポールポジションからスタートした平川亮・セバスチャン・ブエミ・ブレンドン・ハートレイを擁したトヨタ・GR010 HYBRID8号車が優勝。チームは5連覇を達成。5連覇はアウディと並び史上3位タイに並んだ。また平川は最高峰クラス初出場で初優勝の快挙を達成した。一方予選2位でスタートし、連覇を狙った小林可夢偉らを擁した同7号車は8号車と激しい先頭争いを繰り広げたが、途中でマシントラブルに泣かされ約2分1秒差の2位に終わった[117][118]。
- 12日 - 【陸上競技】 日本陸連はこの日開催の理事会で本年9月に予定されていた「2022年アジア競技大会」（ 中国・杭州市）の開催が延期となったことを受け、同大会男女マラソン代表選手（男子：細谷恭平〈黒崎播磨〉・山下一貴〈三菱重工〉及び補欠の其田健也〈JR東日本〉、女子：上杉真穂〈スターツ〉・安藤友香〈ワコール〉及び補欠の松下菜摘〈天満屋〉）について、各選手の体調及び心理状態、競技活動などへの影響を考慮してその選出を解除して白紙とすることを決定。なお日本陸連では同大会の新たな競技日程の確定を待った上で、男女マラソン代表について指定レースなど代表選考方式を改めて決める方針[119][120]。
- 18日
  - 【陸上競技】 陸上競技の国際サーキット大会「ダイヤモンドリーグ・ミーティングアレヴァ」（ フランス・パリ／スタッド・シャルレティ）がこの日開催され、女子やり投で日本から出場した 北口榛花（日本航空）が3回目の投擲で63m13を投じて1位となり、日本人選手として初めてダイヤモンドリーグでの優勝を果たした[121]。
  - 【水泳】 2022年世界水泳選手権（ ハンガリー・ブダペスト・ドナウ・アレーナ）の女子アーティスティックスイミング・ソロテクニカルルーティン[注 11]において、日本から出場した乾友紀子（井村シンクロクラブ）が予選1位で臨んだ決勝で92.8662点を記録して1位となり、日本選手として初となる世界選手権での個人優勝[注 12]を果たした[122]。
- 30日 - 【陸上競技】 関東学生陸上競技連盟（関東学連）はこの日行った代表委員総会で、2023年秋に東京都立川市で開催予定の第100回箱根駅伝予選会について、参加資格をこれまでの「関東学生陸上競技連盟男子登録者」から「日本学生陸上競技連合男子登録者」に拡大することを決定。これにより関東圏以外の大学の参加が可能になった。またこれに伴い予選会敗退チームから選出される関東学生連合チームについては本大会では編成されないことも同時に決定した[123]。

### 7月
- 10日 - 【テニス】 2022年ウィンブルドン選手権（ イギリス・ロンドン・オールイングランド・ローンテニス・クラブ）の車いすテニス男子シングルス決勝に於いて、国枝慎吾（ 日本・ユニクロ）がアルフィー・ヒューエット（英語版）（ イギリス）にセットカウント2-1で勝利し、同大会初優勝を果たした。この結果、国枝はグランドスラム大会（4大大会）のシングルスを全て制覇すると共に、パラリンピック車いすテニス競技の金メダル[注 13]とを含めた生涯ゴールデン・スラムを達成した[124][125]。
- 14日 - 【陸上競技】 ワールドアスレティックスの理事会が前日と同日に アメリカ合衆国・オレゴン州ユージーンで行われ、2025年の世界選手権大会開催地に 日本の東京を選出した。同国での開催は2007年大阪大会以来18年ぶり3度目、同所での開催は1991年以来34年ぶり2度目となる[126][127]。
- 15日 - 【陸上競技】 ワールドアスレティックス主催の第18回世界陸上競技選手権大会が同日 アメリカ合衆国・オレゴン州ユージーンで開幕。男子20 km競歩にて、山西利和（愛知製鋼）が1時間19分07秒で第1位となり、金メダルを獲得。また池田向希（旭化成）が銀メダルを獲得し、日本勢のワンツーフィニッシュとなった[128]。
- 19日
  - 【総合】 OCAはこの日、1年延期を決定していた「アジア競技大会」（ 中国・杭州市）の新たな日程について『2023年9月23日から10月8日までとする』ことを決定し、発表した[129][130]。→5月6日の項も参照。
  - 【フィギュアスケート】 オリンピック2大会連続金メダル獲得、世界選手権2回優勝を始めとする数々の金字塔を打ち立てたフィギュアスケート選手の羽生結弦（全日本空輸）がこの日東京都内で記者会見を開き、「今後はプロアスリートとして活動し、（アマチュアの）競技会などには出場しない」ことを表明して事実上の競技者生活からの引退を発表した[131]。
  - 【フェンシング】 世界選手権（ エジプト・カイロ）の5日目は男子エペ個人などがおこなわれ、見延和靖（ネクサス）が男子エペ個人決勝で東京五輪個人同種目の金メダリストロマン・キャノヌ（ フランス）に15-12で敗れ銀メダルを獲得[132]。
- 20日 - 【フェンシング】 世界選手権（ エジプト・カイロ）の6日目は女子サーブル個人などがおこなわれ、女子サーブル個人決勝で江村美咲（立飛ホールディングス）がアンナ・バシタ（ アゼルバイジャン）を破り日本女子初の優勝を果たす[注 14][133]。
- 22日 - 【陸上競技】 第18回世界陸上競技選手権大会（ アメリカ合衆国・ユージーン）女子やり投げ決勝にて北口榛花（日本航空）が最終投擲で63m27を投げて第3位に入り、陸上女子フィールド種目に於いて日本選手としてオリンピック・世界選手権で史上初となる銅メダルを獲得した[134]。
- 25日 - 【ゴルフ】 日本女子プロゴルフ協会（以下、JLPGAと表記）は、6月23日に行われたアース・モンダミンカップ（千葉県袖ケ浦市・カメリアヒルズCC）の初日の試合中に大西葵（YKK AP）と帯同キャディーが口論し、途中でキャディーが交代した事案について両者に対して注意処分にすることを発表。JLPGAは「当該キャディーが同伴競技者に対して舌打ちをしたり、大きな声を発した行為は配慮を欠いた行動であり、帯同キャディー規則違反及びJLPGAトーナメント罰則規定に抵触する」と判断。再発防止策として選手とキャディーを対象にした講習会を実施するとした[135][136]。
- 28日 - 【バスケットボール】 日本バスケットボール協会（JBA）はこの日記者会見を開催し、バスケットボール日本代表チームの愛称について『男女5人制・3×3などのカテゴリーで区別せず、一括した名称を使用する』として、これまでの「AKATSUKI FIVE」から「AKATSUKI JAPAN」に呼称を統一すること及び、ナイキ・ジョーダンブランドを新たにスポンサーサプライヤーとして契約し、同ブランドを全てのカテゴリの各年代の代表ユニフォームで使用すると共に、同ブランドが毎年12月に開催される全国高等学校バスケットボール選手権大会（ウインターカップ）の公式スポンサーとなることなどが発表された[137][138][139]。
- 29日 - 【テニス】 日本テニス協会（以下、JTAと表記）はこの日、9月12日 - 18日に開催を予定していた女子テニス協会（以下、WTAと表記）ツアー大会（WTA250）「ジャパンウイメンズオープン 2022」（大阪府大阪市西区：靱テニスセンター）について、JTAの財務状況の悪化などを理由に大会中止を決定。同大会は2020年より3年連続の中止となった[140][141]。
- 31日 - いずれも【ゴルフ】
  - JLPGAレギュラーツアー大会の「第2回楽天スーパーレディース」（兵庫県加東市：東急グランドオークGC）最終日が行われ、勝みなみ（明治安田生命保険）が初日からノーボギーで首位を守り続けて通算22アンダーで大会初優勝。日本女子プロゴルフ史上初となる“4日間競技大会におけるノーボギーでのトーナメント優勝[注 15]”の壮挙を達成した[143]。
  - 全米女子プロゴルフ協会（以下、USLPGAと表記）ツアーの「スコティッシュ女子オープン（英語版）」（ スコットランド：ダンドナルド・リンクス）最終日が行われ、首位と4打差の位置からスタートした古江彩佳（富士通）がこの日、10バーディー、ノーボギーの62のスコアで回り、通算21アンダーをマークして逆転優勝し、LPGAツアー初優勝を果たした[144]。

### 8月
- 2日 - 【ゴルフ】 2012年の全米女子プロゴルフ選手権で中国人選手として男女を通じて初のメジャー制覇を成し遂げた他、2016年リオ五輪で銅メダル、翌2017年には世界ランキング1位にも輝き、さらにはUSLPGAツアーで10勝、JLPGAツアーでも5勝を挙げた馮珊珊（フォン・シャンシャン）が自身のInstagramで引退を表明。理由として「何か違うことに挑戦する時がきたと同時に家族と過ごす時間を増やしたい」とした[145][146]。
- 14日 - 【ゴルフ】 全米女子アマチュアゴルフ選手権競技（ アメリカ合衆国・ワシントン州ユニバーシティープレース・チェンバーズベイGC（6541Yards, Par73））で36ホールによる決勝が行われ、馬場咲希（当時日本ウェルネス高校2年在学中[注 16]）がカナダの21歳の選手に11アンド9（9ホール残して11打差）で下し優勝。日本人では1985年の服部道子（当時愛知淑徳高校在学中）以来37年ぶり2人目の快挙となった[148][149]。
- 18日 - 【テニス】 JTAはこの日、国別対抗戦（男子：デビスカップ、女子：ビリー・ジーン・キング・カップ[注 17]）の2023年からの指導体制についての概要を発表。男子のデビスカップ日本代表監督に現役選手の添田豪、女子のビリー・ジーン・キング・カップ日本代表監督に元WTAダブルス世界ランキング1位の杉山愛を選出した[150][151]。なお、男子デビスカップ監督の添田は同日、監督就任を機に今季限りで現役を引退することを表明した[150][151]。

### 9月
- 1日 - 【体操】 至学館大学はこの日、2012年ロンドンオリンピック及び2016年リオデジャネイロオリンピックの2大会連続で日本代表選手として出場し、本年4月に現役を引退した元体操競技選手の寺本明日香（元ミキハウス）を常勤研究員として迎え入れると共に、同大学体操部女子監督に就任させたことを発表[152][153]。なお、寺本は翌2023年4月に同大学健康科学部助教に就任し、後進への指導に当たっている[154]。
- 4日 - 【自転車】 第77回全日本大学対抗選手権自転車競技大会最終日の男子ロードレース（錦江町・南大隅町特設コース）の4周目で13人が転倒する事故が発生。転倒した選手のうち、法政大学1年生の選手が意識不明の重体となり鹿児島市内の病院に搬送されたが、翌5日未明、死亡が確認された[155]。
- 8日 - 【ゴルフ・ラグビー・クリケット・競馬・自転車】 エリザベス2世の死を受け、イギリスのスポーツ界にも影響が出た。デジタル・文化・メディア・スポーツ省の命令で、週末のスポーツイベント開催自粛を要請。BMW PGA選手権（ウェントワース・クラブ）は初日を中断し、9日はコースと練習場閉鎖、10日より54ホールに短縮で再開[156][157]。プレミアシップラグビーカップの一部試合も延期。イングランド・ウェールズクリケット評議会（ECB）は9日に開催を予定していたクリケットのテストマッチ・イングランド対南アフリカ戦（ジ・オーバル）を中止[158]。英国競馬統括機構（BHA）は8日の一部レースと9日のすべてのレースの開催を中止[159]。ツアー・オブ・ブリテンは第5ステージ（ウェスト・ブリッジフォード→マンスフィールド）で競技打ち切り[160][161]。
- 10日 - 【総合】 国際ろう者スポーツ委員会はこの日、ウィーン（ オーストリア）で総会を開き、2025年夏季デフリンピック開催地に日本の東京を選出。アジアでの開催は2009年台北大会以来、日本での開催は初となる[162]。
- 15日 - 【テニス】 1998年からATPツアーに参戦し、グランドスラム大会での通算優勝回数は20回を数え、2014年デビスカップ優勝など数々の栄光を手にして世界プロテニスのトップ選手として君臨したテニス選手のロジャー・フェデラー（ スイス）がこの日、「2022レーバーカップ（ イギリス・ロンドン・O2アリーナ）で、チーム・ヨーロッパ（欧州選抜）のメンバーとして出場することを最後に現役を引退する」ことを発表した[163]。
- 24日 - 【サーフィン】 国際サーフィン連盟（ISA）主催の公式大会「World Surfing Games」（ アメリカ合衆国・カリフォルニア州ハンティントンビーチ）メンズサーフの部において2020年東京オリンピックメンズ銀メダルの五十嵐カノア（木下グループホールディングス）がファイナル（決勝）でリオ・ワイダ（英語版）（ インドネシア）らを下して金メダルを獲得すると共に、大会国別ランキングで日本メンズが1位となり、2024年パリオリンピック国別出場枠の獲得も確定した[164]。
- 25日
  - 【陸上競技】 この日行われたベルリンマラソン（ ドイツ）男子で、マラソン世界最高記録保持者で今年の東京マラソン覇者のエリウド・キプチョゲ（ ケニア）が2時間1分9秒の世界最高記録で優勝し、自身の記録を30秒更新した[165]。→3月6日の出来事も参照
  - 【ゴルフ】 男子プロゴルフ『パナソニックオープンゴルフチャンピオンシップ』（兵庫県小野市・小野東洋GC）最終日で、東北福祉大学4年在学中で地元兵庫県出身の蟬川泰果が通算22アンダーで優勝し、昨年の中島啓太に続いてアマチュア選手が大会連覇を果たした。アマチュア選手がレギュラーツアーで優勝したのは史上6人目となる[166]。また蝉川は6月に行われたAbemaTVツアー（男子下部ツアー）『ジャパンクリエイトチャレンジ』（福岡県糸島市・福岡雷山GC）でも優勝しており、史上初となるアマチュア選手がレギュラーツアーと下部ツアーを両方制する快挙を達成した[167]。なおアマチュアが優勝したため、規定により優勝賞金2000万円は1打差で2位となった岩﨑亜久竜が獲得した[168][169]。

### 10月
- 5日 - 【フィギュアスケート】 日本スケート連盟（JSF）はこの日、北京オリンピック日本代表選手の樋口新葉（明治大学／ノエビア）が本年4月に発症した右腓骨疲労骨折の回復が思わしくないことから2022-23シーズン全ての競技会への出場を断念し、休養に入ることを発表。樋口はJSFからの発表と共に「しっかり充電してステップアップした、魅力溢れるスケートをお見せしたい」と休養に当たりメッセージを発した[170][171]。
- 15日 - 【陸上競技】 第99回箱根駅伝予選会（東京都立川市・陸上自衛隊立川駐屯地スタート→国営昭和記念公園フィニッシュ）で、6位で通過した立教大学が実に55年ぶり28回目の本戦出場を果たした[172]。一方、今年の第98回大会まで12年連続出場を続けていた神奈川大学は国士舘大学にわずか34秒の差で11位となり、本戦出場を逃した[173] ほか、今年悲願の初出場を果たした駿河台大学も予選会で敗退となり、2年連続出場とはならなかった[174]。
- 20日 - 【レスリング】 レスリングの『2022 U-23世界レスリング選手権大会（英語版）』（ スペイン・ガリシア州ポンテベドラ／ポンテベドラ・ミュニシパル・スポーツホール（英語版））4日目のフリースタイル女子50kgに於いて、2020年東京オリンピック同級金メダリストの須﨑優衣（キッツ）が決勝でアンクシュ・パンガル（ インド）を相手に1ラウンド1分51秒でフォール勝ちして優勝。これにより須﨑は世界カデット選手権（17歳以下）、世界ジュニア選手権（20歳以下）、世界シニア選手権、オリンピックレスリング競技、そして今回のU-23世界選手権（23歳以下）と主要世界大会全てのカテゴリーを制覇したこととなり、男女を通じて世界初となるグランドスラム達成となった[175]。
- 23日 - 【ゴルフ】 日本ゴルフ協会（JGA）主催『第87回日本オープンゴルフ選手権競技』最終日（兵庫県三木市・三甲GCジャパンコース、Par70）で、蟬川泰果が通算10アンダー（270ストローク）で優勝し、1927年の赤星六郎以来史上2人目のアマチュア優勝を果たした[176]。なおアマチュアが優勝したため、規定により優勝賞金4200万円は2打差で2位となった比嘉一貴が獲得した。その後蝉川は10月31日にプロ転向宣言した[177]。→9月25日の出来事も参照
- 27日 - 【バドミントン】 日本バドミントン協会（NBA）は、本年3月に相次いで発覚した元協会職員の公金横領問題並びに国際交流事業に於ける補助金不正申請問題に関連し、第三者委員会報告で協会幹部による事案隠蔽工作などが明らかにされたことからこの日開催した臨時理事会にて会長の関根義雄と専務理事の銭谷欽治が事案の責任を取る形で11月30日付で理事職を含めた役職を辞任することを発表。また協会事務局長の丹藤勇一も辞任し、マーケティング部長の大野淳が新事務局長に就く人事も決定された[178]。→3月25日及び3月27日の出来事も参照。
- 30日 - 【ゴルフ】 JLPGAツアー大会の『樋口久子 三菱電機レディスゴルフトーナメント』最終日（埼玉県飯能市・武蔵丘GC）にて、金田久美子（スタンレー電気）が通算9アンダー（207ストローク）で優勝。金田のツアー優勝は2011年のフジサンケイレディスクラシック（静岡県・川奈ホテルGC富士コース）以来となるプロ通算2勝目で、かつ自身の前回の優勝から11年188日ぶりとなり、これまで中嶋千尋が保持していた9年297日[注 18]のJLPGAツアー最長ブランク優勝記録[注 19]を更新するものとなった[179][180]。

### 11月
- 13日 - いずれも【ゴルフ】
  - JGTOツアー大会の『三井住友VISA太平洋マスターズ』（静岡県御殿場市・太平洋クラブ御殿場コース）最終日にて、石川遼（カシオ、31歳）がプレーオフで星野陸也（興和）を退け、約3年ぶりとなるツアー18勝目を挙げると共に、10代から30代までの三世代で男子ツアー勝利を記録した史上初の選手となった[181]。
  - JLPGAツアー大会の『伊藤園レディスゴルフトーナメント』（千葉県長生郡長南町・グレートアイランド倶楽部）最終日にて山下美夢有（加賀電子）が通算12アンダー（204ストローク）で優勝し、今季4勝目を挙げると同時に今シーズンから賞金女王制度に代わって導入された「メルセデス・ランキング」総合1位（2,988.78ポイント）を確定させた。この結果、山下は21歳103日で年間女王戴冠となり、1988年からの現行ツアー制度施行後においてこれまで上田桃子（ZOZO）が保持していた21歳156日での最年少戴冠記録[注 20]を更新した。また山下は今季の獲得賞金を203,270,967円として「賞金女王」に輝くと共に1シーズンの獲得賞金としても2015年のイ・ボミ（ 韓国／延田エンタープライズ）以来となる年間2億円越え[注 21] も達成した[182]。
- 27日 - いずれも【ゴルフ】
  - JGTOツアー大会の『カシオワールドオープン』（高知県安芸郡芸西村・Kochi黒潮CC、Par72）最終日で、昨年の日本ツアー賞金王であるチャン・キム（ アメリカ合衆国[注 22]）がこの日10バーディー、ボギーなしで回り、通算32アンダーの大会新記録で優勝。さらに2014年のトーシン・トーナメント（岐阜県加茂郡富加町・TOSHIN Golf Club Central Course）でホ・インヘ（英語版）（許立会、 韓国）が記録した通算28アンダーを上回り、72ホールにおける最多アンダーパー記録を更新した。また逆転賞金王の可能性が残されていた星野陸也は8位に終わり、最終戦の『ゴルフ日本シリーズJTカップ』を待たずして比嘉一貴の賞金王が確定した[183]。
  - JLPGAツアー大会の今年度最終戦『JLPGAツアーチャンピオンシップリコーカップ』（宮崎県宮崎市・宮崎CC）最終日が開催され、山下美夢有（加賀電子）がプレーオフで勝みなみ（明治安田生命保険）を下して今季5勝目を挙げると共に、すでに確定させていた「メルセデス・ランキング」総合1位の最終ポイントを3,441.28ポイントとし、年間獲得賞金も2015年度賞金女王のイ・ボミ（ 韓国／延田エンタープライズ）の記録を更新し、かつ日本選手過去最高額となる235,020,967円[注 21] となり、更に年間平均ストロークも2019年の申智愛（ 韓国／スリーボンド[注 23]）以来、こちらも日本人選手初の「70」台切りとなる69.9714ストロークを記録するなど多くの記録を更新した[184][185]。→11月13日の項も参照。

### 12月
- 8日 - 【陸上競技】 日本陸連はこの日開催した理事会に於いて、2024年パリオリンピックの男女マラソン日本代表選手を選考する大会である『第2回マラソングランドチャンピオンシップ』（MGC）を2023年10月15日に東京に於いて開催することを決定し、同日発表した[186][187]。なお、第2回MGCの大会要項などについては協議を続け、詳細が決定次第、随時発表する方針[186]。
- 9日 - 10日 - 【フィギュアスケート】 フィギュアスケートのISUグランプリファイナル（シニア／ジュニア同時開催、 イタリア・ピエモンテ州トリノ・パラベラ競技場）が開催され、ジュニアファイナル女子シングルで島田麻央（木下アカデミー）が2009年の村上佳菜子（当時・名古屋市立前津中学校）以来となる同大会優勝を果たし、またシニアファイナルでは男子シングルで宇野昌磨（トヨタ自動車）、女子シングルで三原舞依（シスメックス）がそれぞれ初優勝を果たし、またペアスケーティングでは三浦璃来&木原龍一組（木下グループ）が日本選手として同種目で初優勝を果たした。これにより日本選手が史上初となるシニアグランプリファイナル3種目制覇を果たす壮挙を達成した[188]。
- 17日 - 【競馬】  イギリスで三度リーディングジョッキーに輝き、また凱旋門賞では6勝をマーク。さらに日本でもジャパンカップを3勝した名騎手・ランフランコ・デットーリ（ イタリア出身、イギリス拠点）がイギリスメディアのインタビュー及び自身のInstagramにおいて、2023年限りで騎手を引退することを表明した[189][190]。

## アメリカンフットボール

### 米国の大会
- 第56回スーパーボウル（2月13日、カリフォルニア州イングルウッド・SoFiスタジアム）
  - ロサンゼルス・ラムズ（NFC西地区、22季ぶり2度目） 23-20 シンシナティ・ベンガルズ（AFC北地区）[191]

### 日本の大会
- 第75回ライスボウル（1月3日、東京都文京区・東京ドーム）
  - 富士通フロンティアーズ（2年ぶり6度目） 24-18 パナソニック インパルス[192][193]
    - 昨年までの社会人王者対学生王者の対戦から、今回から社会人同士の対戦に変更となった[193]。
- 第77回毎日甲子園ボウル（12月18日、兵庫県西宮市・阪神甲子園球場）
  - 関西学院大学ファイターズ（西日本代表、5年連続33度目） 34-17 早稲田大学米式蹴球部ビッグベアーズ（東日本代表）[194]

## ボートレース
SG・プレミアムGI【PGI】・レディースオールスター・レディースチャレンジカップ競走・賞金女王シリーズ戦の優勝者についてのみまとめるものとする。
| グレード | 競走名                                                       | 開催競艇場 | 期間            | 優勝者                                            |
| -------- | ------------------------------------------------------------ | ---------- | --------------- | ------------------------------------------------- |
| GII      | 第6回レディースオールスター                                  | 桐生       | 2月22日 - 27日  | 守屋美穂（岡山）                                  |
| SG       | 第57回鳳凰賞競走（ボートレースクラシック）                   | 大村       | 3月16日 - 21日  | 遠藤エミ（滋賀）                                  |
| PGI      | 第23回名人戦競走（マスターズチャンピオン）                   | 三国       | 4月19日 - 24日  | 上平真二（広島）                                  |
| SG       | 第49回笹川賞競走（ボートレースオールスター）                 | 宮島       | 5月24日 - 29日  | 原田幸哉（長崎）                                  |
| SG       | 第32回グランドチャンピオン決定戦競走（グランドチャンピオン） | 唐津       | 6月21日 - 26日  | 池田浩二（愛知）                                  |
| SG       | 第27回オーシャンカップ競走                                   | 尼崎       | 7月19日 - 24日  | 椎名豊（群馬）                                    |
| PG1      | 第36回女子王座決定戦競走（レディースチャンピオン）           | 丸亀       | 8月2日 - 7日    | 香川素子（滋賀）                                  |
| SG       | 第68回モーターボート記念競走（ボートレースメモリアル）       | 浜名湖     | 8月23日 - 28日  | 片岡雅裕（香川）                                  |
| PG1      | 第9回ヤングダービー競走（ヤングダービー）                    | 多摩川     | 9月20日 - 25日  | 近江翔吾（香川）                                  |
| SG       | 第69回全日本選手権競走（ボートレースダービー）               | 常滑       | 10月25日 - 30日 | 馬場貴也（滋賀）                                  |
| GII      | 第9回レディースチャレンジカップ競走                          | 鳴門       | 11月22日 - 27日 | 中村桃佳（香川）                                  |
| SG       | 第25回チャレンジカップ競走                                   | 鳴門       | 11月22日 - 27日 | 深谷知博（静岡）                                  |
| SG GP    | 第37回賞金王決定戦競走（ボートレースグランプリ）             | 大村       | 12月13日 - 18日 | シリーズ 宮地元輝（佐賀） 決定戦 白井英治（山口） |
| GIII PGI | 第11回賞金女王決定戦競走（クイーンズクライマックス）         | 住之江     | 12月26日 - 31日 | シリーズ 宇野弥生（愛知） 決定戦 田口節子（岡山） |

## テニス

### グランドスラム
- 全豪オープン（1月17日 - 30日、 オーストラリア・ビクトリア州メルボルン・メルボルン・パーク）
  - 男子シングルス優勝：ラファエル・ナダル（ スペイン）（13年ぶり2回目）[211]
  - 女子シングルス優勝：アシュリー・バーティ（ オーストラリア）（初優勝）[212]
  - 男子ダブルス優勝：タナシ・コキナキス&ニック・キリオス（ オーストラリア）（初優勝）[212]
  - 女子ダブルス優勝：バルボラ・クレイチコバ&カテリナ・シニャコバ（ チェコ）（初優勝）[211]
  - 混合ダブルス優勝：クリスティナ・ムラデノビッチ（ フランス）&イワン・ドディグ（ クロアチア）（初優勝）[213]
- 全仏オープン（5月22日 - 6月5日、 フランス・パリ・スタッド・ローラン・ギャロス）
  - 男子シングルス優勝：ラファエル・ナダル（ スペイン）（2年ぶり14回目）[214]
  - 女子シングルス優勝：イガ・シフィオンテク（ ポーランド）（2年ぶり2回目）[215]
  - 男子ダブルス優勝：マルセロ・アレバロ（ エルサルバドル）&ジャン＝ジュリアン・ロジェ（ オランダ）（初優勝）[216]
  - 女子ダブルス優勝：キャロリン・ガルシア&クリスティナ・ムラデノビッチ（ フランス）（6年ぶり2回目）[214]
  - 混合ダブルス優勝：柴原瑛菜（ 日本）&ウェスリー・クールホフ（ オランダ）（初優勝）[109][217]
- ウィンブルドン選手権（6月27日 - 7月10日、 イギリス・ロンドン・オールイングランド・ローンテニス・クラブ）
  - 男子シングルス優勝：ノバク・ジョコビッチ（ セルビア）（4大会連続7回目）[218]
  - 女子シングルス優勝：エレーナ・リバキナ（ カザフスタン）（初優勝）[219]
  - 男子ダブルス優勝：マシュー・エブデン&マックス・パーセル（ オーストラリア）（初優勝）[220]
  - 女子ダブルス優勝：バルボラ・クレイチコバ&カテリナ・シニャコバ（ チェコ）（4年ぶり2回目）[218]
  - 混合ダブルス優勝：デザレー・クラブチェク（ アメリカ合衆国）&ニール・スクプスキ（ イギリス）（2年連続2回目）[221]
- 全米オープン（8月29日 - 9月11日、 アメリカ合衆国・ニューヨーク州ニューヨーク・USTAビリー・ジーン・キング・ナショナル・テニス・センター）
  - 男子シングルス優勝：カルロス・アルカラス（ スペイン）（初優勝）[222]
  - 女子シングルス優勝：イガ・シフィオンテク（ ポーランド）（初優勝）[223]
  - 男子ダブルス優勝：ラジーブ・ラム（ アメリカ合衆国）&ジョー・ソールズベリー（ イギリス）（2年連続2回目）[224]
  - 女子ダブルス優勝：バルボラ・クレイチコバ&カテリナ・シニャコバ（ チェコ）（初優勝）[222]
  - 混合ダブルス優勝：ストーム・サンダース&ジョン・ピアース（ オーストラリア）（初優勝）[223]

## 卓球
- 全日本卓球選手権大会（1月24日 - 30日、東京都渋谷区・東京体育館）
  - 男子シングルス優勝：戸上隼輔（明治大学）〈初優勝〉[225]
  - 女子シングルス優勝：伊藤美誠（スターツ）（3年ぶり3回目）[226]
  - 男子ダブルス優勝：宇田幸矢（明治大学）&戸上隼輔（明治大学）〈初優勝〉[227]
  - 女子ダブルス優勝：伊藤美誠（スターツ）&早田ひな（日本生命）〈4大会連続4回目〉[228][注 24]
  - 混合ダブルス優勝：張本智和（木下グループ）&早田ひな（日本生命）〈初優勝〉[229]

## カーリング

### 日本国内
- 第39回日本カーリング選手権大会（5月21日 - 29日、北海道北見市・アドヴィックス常呂カーリングホール）
  - 男子決勝: SC軽井沢クラブ 11-7 札幌国際大（5年ぶり9回目）[230]
  - 女子決勝: ロコ・ソラーレ 7-3 中部電力（2年ぶり3回目）[231]

## 柔道

### 日本国内
- 令和4年 全日本柔道選手権大会（4月29日、東京都千代田区・日本武道館）
  - 優勝: 斉藤立（東京・国士舘大学）（初優勝）[232]
- 第37回 皇后盃全日本女子柔道選手権大会（4月17日、神奈川県横浜市中区・横浜武道館）
  - 優勝: 冨田若春（東京・コマツ）（2年ぶり2回目）[233]

## ラグビー

### JAPAN RUGBY LEAGUE ONE2022
- JAPAN RUGBY LEAGUE ONE2022 DIVISION1プレーオフ決勝（5月29日、東京都新宿区・国立競技場）
  - 埼玉パナソニックワイルドナイツ 18-12 東京サントリーサンゴリアス[234]

### 日本の学生ラグビー
- 第101回全国高等学校ラグビーフットボール大会・決勝（1月8日、大阪府東大阪市・東大阪市花園ラグビー場）
  - 東海大学付属大阪仰星高等学校（大阪府第2代表、4年ぶり6回目の優勝） 36-5 國學院大學栃木高等学校（栃木県代表）[235]
- 第58回全国大学ラグビーフットボール選手権大会・決勝（1月9日、東京都新宿区・国立競技場）
  - 帝京大学（4大会ぶり10度目） 27-14 明治大学[236]

## 体操
- 第76回全日本体操競技個人総合選手権大会（4月21日 - 24日、東京都渋谷区・東京体育館）
  - 男子個人総合優勝: 橋本大輝（順天堂大学）174.181（2年連続2回目）[237]
  - 女子個人総合優勝: 笠原有彩（レジックスポーツ）106.230（初優勝）[238]
- 第61回NHK杯体操選手権（5月14日・15日、東京都渋谷区・東京体育館）
  - 男子優勝: 橋本大輝（順天堂大学）257.793【全日本との合計】（2年連続2回目）[239]
  - 女子優勝: 宮田笙子（鯖江体操スクール）160.029【全日本との合計】（初優勝）[240]

## ボクシング

### 日本のジム所属選手の世界戦
| 開催日   | 会場                                                                    | タイトル種別                                         | 統括団体        | 対戦者                                      | 結果             | 対戦者                                                 |
| -------- | ----------------------------------------------------------------------- | ---------------------------------------------------- | --------------- | ------------------------------------------- | ---------------- | ------------------------------------------------------ |
| 2月25日  | 東京都文京区 後楽園ホール                                               | WBO女子世界アトム級 タイトルマッチ                   | WBO             | 岩川美花 （王者/姫路木下）                  | ★判定1-2☆        | 鈴木菜々江 （シュウ）                                  |
| 2月25日  | 東京都文京区 後楽園ホール                                               | IBF女子世界アトム級 王座決定戦                       | IBF             | 松田恵里 （1位/TEAM10COUNT）                | ★判定0-2☆        | 宮尾綾香 （2位/ワタナベ）                              |
| 3月19日  | 京都府京都市右京区 京都市体育館                                         | WBC世界ライトフライ級 タイトルマッチ                 | WBC             | 矢吹正道 （王者/緑）                        | ★3回1分11秒KO☆   | 寺地拳四朗 （1位/B.M.B）                               |
| 4月9日   | 埼玉県さいたま市中央区 さいたまスーパーアリーナ                         | WBO世界フライ級 タイトルマッチ                       | WBO             | 中谷潤人 （王者/M.T）                       | ☆8回2分20秒TKO★  | 山内涼太 （2位/角海老宝石）                            |
| 4月9日   | 埼玉県さいたま市中央区 さいたまスーパーアリーナ                         | IBF・WBA世界ミドル級 王座統一戦                      | IBF/WBA         | 村田諒太 （WBA王者/帝拳）                   | ★9回2分11秒TKO☆  | ゲンナジー・ゴロフキン （IBF王者/ カザフスタン）       |
| 4月9日   | アメリカ合衆国・テキサス州サンアントニオ アラモドーム                   | WBA・WBC女子世界フライ級 王座統一戦                  | WBA/WBC         | 藤岡奈穂子 （WBA王者/竹原&畑山）            | ★判定0-3☆        | マーレン・エスパルザ （WBC王者/ アメリカ合衆国）       |
| 4月22日  | 東京都文京区 後楽園ホール                                               | WBO世界ミニマム級 タイトルマッチ                     | WBO             | 谷口将隆 （王者/ワタナベ）                  | ☆11回2分29秒TKO★ | 石澤開 （5位/M.T）                                     |
| 5月30日  | 東京都文京区 後楽園ホール                                               | WBO女子世界スーパーフライ級 タイトルマッチ           | WBO             | 吉田実代 （王者/三迫）                      | ★判定1-2☆        | 小澤瑶生 （フュチュール）                              |
| 6月4日   | イギリス/ ウェールズ・カーディフ モーターポイント・アリーナ・カーディフ | IBF世界スーパーフェザー級 タイトルマッチ             | IBF             | 尾川堅一 （王者/帝拳）                      | ★2回1分15秒KO☆   | ジョー・コルディナ （3位/ イギリス）                   |
| 6月7日   | 埼玉県さいたま市中央区 さいたまスーパーアリーナ                         | WBAスーパー・IBF・WBC世界バンタム級 王座統一戦       | WBA/IBF/WBC     | 井上尚弥 （WBAスーパー・IBF王者/大橋）      | ☆2回1分24秒TKO★  | ノニト・ドネア （WBC王者/ フィリピン）                 |
| 6月10日  | メキシコ・ハリスコ州グアダラハラ                                        | WBA世界ライトフライ級 スーパー・レギュラー王座統一戦 | WBA             | 京口紘人 （WBAスーパー王者/ワタナベ）       | ☆8回0分24秒TKO★  | エステバン・ベルムデス （WBAレギュラー王者/ メキシコ） |
| 7月13日  | 東京都大田区 大田区総合体育館                                           | WBO世界スーパーフライ級 タイトルマッチ               | WBO             | 井岡一翔 （王者/志成）                      | ☆判定3-0★        | ドニー・ニエテス （1位/ フィリピン）                   |
| 8月31日  | タイ・ナコーンラーチャシーマー                                          | WBC世界ミニマム級 タイトルマッチ                     | WBC             | 田中教仁 （14位/三迫）                      | ★判定0-3☆        | パンヤ・プラダブスリ （王者/ タイ）                    |
| 9月1日   | 東京都文京区 後楽園ホール                                               | IBF女子世界アトム級 タイトルマッチ                   | IBF             | 宮尾綾香 （王者/ワタナベ）                  | ★判定0-3☆        | 岩川美花 （6位/姫路木下）                              |
| 9月1日   | 東京都文京区 後楽園ホール                                               | WBO女子世界アトム級 タイトルマッチ                   | WBO             | 鈴木菜々江 （王者/シュウ）                  | ★判定0-3☆        | 黒木優子 （YuKOフィットネス）                          |
| 11月1日  | 埼玉県さいたま市中央区 さいたまスーパーアリーナ                         | WBO世界ライトフライ級 タイトルマッチ                 | WBO             | 岩田翔吉 （2位/帝拳）                       | ★判定0-3☆        | ジョナサン・ゴンザレス （王者/ プエルトリコ）          |
| 11月1日  | 埼玉県さいたま市中央区 さいたまスーパーアリーナ                         | WBAスーパー・WBC世界ライトフライ級 王座統一戦        | WBA/WBC         | 京口紘人 （WBAスーパー王者/ワタナベ）       | ★7回2分36秒TKO☆  | 寺地拳四朗 （WBC王者/B.M.B）                           |
| 12月1日  | 東京都文京区 後楽園ホール                                               | WBO女子世界スーパーフライ級 王座決定戦               | WBO             | 谷山佳菜子 （ワタナベ）                     | ★判定0-3☆        | 晝田瑞希 （三迫）                                      |
| 12月13日 | 東京都江東区 有明アリーナ                                               | WBAスーパー・WBC・IBF・WBO世界バンタム級 王座統一戦  | WBA/WBC/IBF/WBO | 井上尚弥 （WBAスーパー・WBC・IBF王者/大橋） | ☆11回1分9秒KO★   | ポール・バトラー （WBO王者/ イギリス）                 |
| 12月31日 | 東京都大田区 大田区総合体育館                                           | WBA・WBO世界スーパーフライ級 王座統一戦              | WBA/WBO         | 井岡一翔 （WBO王者/志成）                   | △判定0-1△        | ジョシュア・フランコ （WBA王者/ アメリカ合衆国）       |

## モータースポーツ（自動車）
- 第90回ル・マン24時間レース決勝（6月11日・12日、 フランス・ル・マン市・サルト・サーキット/1周13.626 km）[117][261]
  - 総合優勝・HYPER CARクラス優勝：トヨタ・GR010 HYBRID 8号車（平川亮・セバスチャン・ブエミ・ブレンドン・ハートレイ） 380周
  - LMP2クラス優勝：オレカ07・ギブソン 38号車 369周
  - LMP2 ProAmクラス優勝：オレカ07・ギブソン 45号車 363周
  - LMGTE Proクラス優勝：ポルシェ911 RSR-19 91号車 350周
  - LMGTE Amクラス優勝：アストンマーティン・バンテージAMR 33号車 343周
- FIA F1世界選手権シリーズ
  - ドライバーズ・チャンピオン：マックス・フェルスタッペン（ オランダ、オラクル・レッドブル、454ポイント、2年連続2度目）[262]
  - コンストラクターズ・チャンピオン：オラクル・レッドブル（759ポイント、9年ぶり5度目）[263]
  - 日本グランプリ（10月7日 - 9日、三重県鈴鹿市・鈴鹿サーキット）
    - 優勝：マックス・フェルスタッペン（ オランダ、オラクル・レッドブル）[262]

## ゴルフ
※公式戦のみ記載。

### 全米プロゴルフ協会（PGA）
- マスターズ・トーナメント（4月7日 - 10日、ジョージア州オーガスタ・オーガスタ・ナショナルGC/7510Yards, Par72）
  - 優勝：スコッティ・シェフラー（ アメリカ合衆国） -10（278）※メジャー初制覇[264]
    - 日本勢最高は松山英樹の+2（290）で14位タイ[264]
- 第104回全米プロゴルフ選手権（5月19日 - 22日、オクラホマ州タルサ・サザンヒルズCC/7556Yards, Par70）
  - 優勝：ジャスティン・トーマス（ アメリカ合衆国） -5（275） ※ウィル・ザラトリス（英語版）（ アメリカ合衆国）とのプレーオフを制す（今大会5年ぶり2度目の優勝）[265]
    - 日本勢で予選を通過した松山英樹と星野陸也は共に+9（289）で60位タイ[265]
- 第122回全米オープン選手権（6月16日 - 19日、マサチューセッツ州ブルックライン・ザ・カントリークラブ/7254Yards, Par70）
  - 優勝：マシュー・フィッツパトリック（ イングランド） -6（274） ※PGAツアー初制覇がメジャー大会の快挙[266]
    - 日本勢で唯一予選を通過した松山英樹は-3（277）で4位[267]
- 第150回全英オープン（7月14日 - 17日、 スコットランド・セント・アンドリュース オールドコース/7313Yards, Par72）
  - 優勝：キャメロン・スミス（ オーストラリア） -20（268） ※メジャー初制覇[268]
    - 日本勢最高は桂川有人の-5（283）で47位タイ[268]

### 全米女子プロゴルフ協会（USLPGA）
- シェブロン選手権（3月31日 - 4月3日、カリフォルニア州ランチョミラージュ・ミッションヒルズCC/6884Yards, Par72）
  - 優勝：ジェニファー・カプチョ（英語版）（ アメリカ合衆国） -14（274）※ツアー初優勝がメジャー大会の快挙[269]
    - 日本勢最高は渋野日向子の-10（278）で4位タイ[269]
- 第77回全米女子オープン（6月2日 - 5日、ノースカロライナ州サザンパインズ・パインニードルズ・ロッジ&GC/6638Yards, Par71）
  - 優勝：ミンジー・リー（英語版）（ オーストラリア） -13（271） ※今大会初優勝（メジャー2勝目）[270]
    - 日本勢最高は小祝さくらの+3（287）で20位タイ[270]
- 第68回KPMG女子PGA選手権（6月23日 - 26日、メリーランド州ベセスダ・コングレッショナルCC/6894Yards, Par72）
  - 優勝：田仁智（チョン・インジ、 韓国） -5（283） ※今大会初優勝（メジャー3勝目）[271][272]
    - 日本勢最高は畑岡奈紗の-1（287）で5位タイ[271]
- アムンディ・エビアン選手権（7月21日 - 24日、 フランス・エビアンリゾートGC/6523Yards, Par71）
  - 優勝：ブルック・ヘンダーソン（英語版）（ カナダ） -17（267） ※今大会初優勝（メジャー2勝目）[273]
    - 日本勢最高は西郷真央の-15（269）で3位タイ[273]
- 第46回AIG全英女子オープン（8月4日 - 7日、 スコットランドガレーン・ミュアフィールド・リンクス/6659Yards, Par71）
  - 優勝：アシュリー・ブハイ（英語版）（ 南アフリカ共和国） -10（274）※田仁智（ 韓国）とのプレーオフを制しツアー初優勝がメジャー大会の快挙を成す[274]
    - 日本勢最高は渋野日向子の-9（275）で3位[274]

### 日本ゴルフツアー機構（JGTO）
- 賞金王
  - 比嘉一貴（ 日本・フリー） 1億8159万8825円（初） ※沖縄県出身者の賞金王獲得は2017年の宮里優作に次いで史上2人目[275][276]
- 第22回日本ゴルフツアー選手権（6月2日 - 5日、茨城県笠間市・宍戸ヒルズCC西コース/7387Yards, Par71）
  - 優勝：比嘉一貴 -12（272） ※日本男子メジャー初制覇[277]
- 第89回日本プロゴルフ選手権大会（8月4日 - 7日、静岡県三島市・グランフィールズCC/7219Yards, Par71）
  - 優勝：堀川未来夢（ 日本・Wave Energy） -15（269） ※今大会初優勝（日本男子メジャー2勝目）[278]
- 第87回日本オープンゴルフ選手権競技（10月20日 - 23日、兵庫県三木市・三甲GCジャパンコース/7178Yards, Par70）
  - 優勝：蟬川泰果（ 日本・当時アマチュア、東北福祉大学4年在学中） -10（270） ※日本男子メジャー初制覇、アマチュア選手の同大会優勝は1927年第1回大会の赤星六郎以来95年ぶり2人目[176][279]
- 第59回ゴルフ日本シリーズ（12月1日 - 4日、東京都稲城市・東京よみうりCC/7023Yards, Par70）
  - 優勝：谷原秀人（ 日本・国際スポーツ振興協会） -12（268） ※大会連覇（日本男子メジャー3勝目）[280]

### 日本女子プロゴルフ協会（JLPGA）
- 年間女王（メルセデス・ランキング1位）
  - 山下美夢有（ 日本・加賀電子、初）3,441.28ポイント ※2007年シーズンの上田桃子（21歳156日）[注 26]の記録を更新する21歳103日での史上最年少年間女王戴冠[182]
- 第49回ワールドレディスチャンピオンシップ（5月5日 - 8日、茨城県つくばみらい市・茨城GC西コース/6680Yards, Par72）
  - 優勝：山下美夢有 -12（276） ※日本女子メジャー初制覇[281]
- 第55回日本女子プロゴルフ選手権大会（9月8日 - 11日、京都府城陽市・城陽CC/6555Yards, Par72）
  - 優勝：川﨑春花（ 日本・フリー） -16（272） ※ツアー初優勝が日本女子メジャーの快挙、大会史上最年少記録で優勝[282]
- 第55回日本女子オープンゴルフ選手権競技（9月29日 - 10月2日、千葉県野田市・紫CCすみれコース/6839Yards, Par72）
  - 優勝：勝みなみ（ 日本・明治安田生命保険） -3（285） ※大会連覇（日本女子メジャー2勝目）[283]
- 第44回JLPGAツアーチャンピオンシップ（11月24日 - 27日、宮崎県宮崎市・宮崎CC/6487Yards, Par72）
  - 優勝：山下美夢有 -15（273） ※勝みなみとのプレーオフを制して今大会初優勝（日本女子メジャー2勝目）[284]

## 陸上競技

### マラソン
※JMCシリーズ加盟大会のみ記載。

#### 男女同日開催
- 第10回大阪マラソン兼第77回びわ湖毎日マラソン統合大会（2月27日、大阪府大阪市中央区・大阪府庁前スタート→同区・大阪城公園フィニッシュ）
  - 男子優勝：星岳（ 日本・コニカミノルタ） 2時間07分31秒（初マラソンで初優勝、初マラソン日本最高記録更新の快挙。マラソングランドチャンピオンシップ（MGC）出場権獲得）[56]
  - 女子優勝：堀江美里（ 日本・シスメックス） 2時間32分10秒[285]
- 東京マラソン2021（3月6日、東京都新宿区・東京都庁前スタート→千代田区・東京駅前行幸通りフィニッシュ）
  - 男子優勝：エリウド・キプチョゲ（ ケニア） 2時間02分40秒（日本国内最高記録更新・大会初出場で初優勝）[286]
  - 日本勢最高：鈴木健吾（富士通） 2時間05分28秒（4位・MGC出場権獲得）[287]
  - 女子優勝：ブリジット・コスゲイ（ ケニア） 2時間16分02秒（日本国内最高記録[注 27]更新・大会初優勝）[289]
  - 日本勢最高：一山麻緒（ワコール） 2時間21分02秒（6位・MGC出場権獲得）[289]
- 北海道マラソン2022（8月28日、北海道札幌市中央区・大通西4丁目発着）
  - 男子優勝：ルカ・ムセンビ（ ケニア、東京国際大学） 2時間10分49秒[290]
  - 日本人最高：柏優吾（東洋大学） 2時間11分41秒（2位・MGC出場権獲得）[290]
  - 女子優勝：山口遥（AC KITA） 2時間29分52秒（MGC出場権獲得）[291]

#### 男子
- 第70回別府大分毎日マラソン（2月6日、大分県大分市・大分マリーンパレス水族館（うみたまご）前スタート→大分市営陸上競技場フィニッシュ）
  - 優勝：西山雄介（ 日本・トヨタ自動車） 2時間07分47秒（大会新記録・初マラソンで初優勝の快挙、MGC出場権獲得）[292]
- 福岡国際マラソン2022（12月4日、福岡県福岡市中央区・平和台陸上競技場発着）
  - 優勝：マル・テフェリ（ イスラエル） 2時間06分43秒
  - 日本勢最高：秋山清仁（愛知製鋼） 2時間08分43秒（7位・MGC出場権獲得）[293]
- 第53回防府読売マラソン（12月4日、山口県防府市・防府市スポーツセンター体育館（キリンレモンスタジアム ソルトアリーナ防府）前スタート→防府市スポーツセンター陸上競技場（キリンレモンスタジアム陸上競技場）フィニッシュ）
  - 優勝：中村祐紀（ 日本・住友電工） 2時間08分29秒（マラソン初優勝・MGC出場権獲得）[294]

#### 女子
- 第41回大阪国際女子マラソン（1月30日、大阪府大阪市東住吉区・長居陸上競技場（ヤンマースタジアム長居）発着）
  - 優勝：松田瑞生（ 日本・ダイハツ） 2時間20分52秒（大会新記録・2年ぶり3度目、MGC出場権獲得）[295]
- 名古屋ウィメンズマラソン2022（3月13日、愛知県名古屋市東区・バンテリンドーム ナゴヤ前スタート→バンテリンドーム ナゴヤ内フィニッシュ）
  - 優勝：ルース・チェプンゲティッチ（英語版）（ ケニア） 2時間17分18秒（大会新記録[注 28]）[296]
  - 日本勢最高：安藤友香（ワコール） 2時間22分22秒（3位・MGC出場権獲得）[296]

### 駅伝

#### 男女混合
- 第2回全国招待大学対校男女混合駅伝競走大会（2月20日、大阪府大阪市東住吉区・長居第2陸上競技場（ヤンマーフィールド長居）発着・長居公園周回道路特設コース/6区間・20.0 km）
  - 優勝：順天堂大学 1時間01分19秒（大会連覇）[297]

#### 男女同日開催
- 男子第73回・女子第34回全国高等学校駅伝競走大会（12月26日、京都府京都市右京区・京都市西京極総合運動公園陸上競技場兼球技場（たけびしスタジアム京都）発着/男子7区間・42.195 km/女子5区間・21.0975 km）
  - 男子優勝：倉敷高等学校（岡山県） 2時間1分10秒（4年ぶり3度目・【大会新記録】）[298]
  - 女子優勝：長野県長野東高等学校（長野県） 1時間7分37秒（初優勝）[299]

#### 男子
- 第66回全日本実業団対抗駅伝競走大会（1月1日、群馬県前橋市・群馬県庁前発着/7区間・100.0 km）
  - 優勝：Honda（東日本地区・埼玉県） 4時間51分04秒（初優勝）[300]
- 第98回東京箱根間往復大学駅伝競走（1月2日・3日、東京都千代田区・読売新聞ビル前⇔神奈川県足柄下郡箱根町・芦ノ湖往復/往路5区間・107.5 km/復路5区間・109.6 km）
  - 総合優勝：青山学院大学 10時間43分42秒（大会新記録・2年ぶり6度目）[301]
  - 往路優勝：青山学院大学 5時間22分06秒（2年ぶり5度目）[302]
  - 復路優勝：青山学院大学 5時間21分36秒（復路新記録・2年連続7度目）[303]
- 第34回出雲全日本大学選抜駅伝競走（10月10日、島根県出雲市・出雲大社正面鳥居前スタート→同市・出雲ドーム前フィニッシュ/6区間・45.1 km）
  - 優勝：駒澤大学 2時間08分32秒（大会新記録・9年ぶり4度目）[304]
- 第54回秩父宮賜杯全日本大学駅伝対校選手権大会（11月6日、愛知県名古屋市熱田区・熱田神宮西門前スタート→三重県伊勢市・伊勢神宮内宮宇治橋前フィニッシュ/8区間・106.8 km）
  - 優勝：駒澤大学 5時間06分47秒（大会新記録・3年連続15度目）[305]

#### 女子
- 第40回皇后盃全国都道府県対抗女子駅伝競走大会（1月16日、京都府京都市右京区・京都市西京極総合運動公園陸上競技場兼球技場（たけびしスタジアム京都）発着/9区間・42.195 km）
  - 優勝：京都府 2時間15分05秒（2大会ぶり18度目）[306]
- 第40回全日本大学女子駅伝対校選手権大会（10月30日、宮城県仙台市宮城野区・仙台市陸上競技場（弘進ゴム アスリートパーク仙台）スタート→同市青葉区・仙台市役所前市民広場フィニッシュ/6区間・38.1 km）
  - 優勝：名城大学 2時間03分11秒（6年連続7度目）[307]
- 第42回全日本実業団対抗女子駅伝競走大会（11月27日、宮城県宮城郡松島町・松島町文化観光交流館前スタート→仙台市宮城野区・仙台市陸上競技場（弘進ゴム アスリートパーク仙台）フィニッシュ/6区間・42.195 km）
  - 優勝：資生堂（東京都） 2時間12分28秒（大会新記録・16年ぶり2度目）[308]
- 第17回全日本大学女子選抜駅伝競走大会（12月30日、静岡県富士宮市・富士山本宮浅間大社前スタート→富士市・富士総合運動公園陸上競技場フィニッシュ/7区間・43.4 km）
  - 優勝：名城大学 2時間21分56秒（5年連続11度目）[309]

## 死去

### 1月
- 3日 - ヴィクトル・サネイエフ（ ジョージア、陸上競技（1968年メキシコ・1972年ミュンヘン・1976年モントリオールオリンピック三段跳金メダリスト、同競技の世界記録を3度更新）、* 1945年）[310]
- 4日
  - 比屋根吉信（兵庫県、野球〈内野手。社会人・西濃運輸を経て興南高校野球部・京都大学野球部監督などを歴任。教え子に仲田幸司、友利結（デニー友利）、田中英祐ら〉、* 1951年）[311]
  - 34代式守伊之助（北海道、大相撲元立行司。2006年に式守伊之助を襲名するも直後に定年退職したため1場所の在位に終わる）、* 1941年）[312]
- 7日 - 小嶺忠敏（長崎県、サッカー〈島原商業高校、国見高校の監督として数多くの選手を輩出、またU-17日本代表監督として1993年のU-17世界選手権で指揮を執るなど日本サッカーに貢献〉、* 1945年）[313]
- 10日 - 水島新司（新潟県、野球（漫画家。『男どアホウ甲子園』、『ドカベン』、『野球狂の詩』などの作品で知られる。またプロ野球マスターズリーグ・福岡ドンタクズに「あぶさん」の登録名で実際に在籍した経歴を持つ。北信越ベースボール・チャレンジ・リーグのアドバイザーも歴任）、* 1939年）[314]
- 11日 - 佐倉輝美（東京都、プロレス（日本女子プロレス、国際プロレス所属、元IWWA太平洋岸タッグ王者）、* 1938年）[315]
- 12日 - 小林晋（東京都、競艇、* 1977年）[316]
- 20日 - ボブ・ゴールビー（英語版）（ アメリカ合衆国、ゴルフ（1968年マスターズ・トーナメント優勝）、* 1929年）[317][318]
- 21日 - 高橋二三男（大阪府、野球（西鉄ライオンズ・太平洋クラブライオンズ・ロッテオリオンズ外野手、カナフレックス硬式野球部コーチ）、* 1948年）[319]
- 24日 - 石井朝夫（静岡県、ゴルフ（レギュラーツアー・シニアツアー通算30勝。また日本人選手として史上初のアジアサーキット優勝者。1964年から3年連続でマスターズ・トーナメントにも出場。日本プロゴルフ協会副会長も務め、2014年に日本プロゴルフ殿堂入りを果たす）、* 1923年）[320]
- 25日 - ビム・ヤンセン（ オランダ、サッカー（元同国代表、サンフレッチェ広島等の監督を歴任）、* 1946年）[321]

### 2月
- 1日 - マウリツィオ・ザンパリーニ（ イタリア、サッカー〈プロサッカーチーム・パレルモFC元会長〉、* 1941年）[322][323]
- 11日 - 矢野進（栃木県、競馬（元日本中央競馬会騎手・調教助手・調教師。騎手として103勝、また調教師としてGI馬のギャロップダイナ、スクラムダイナらを管理し532勝を記録。同じく日本中央競馬会調教師・元騎手の蛯名正義の師匠としても知られる）、* 1937年）[324][325]
- 13日 - エドアルド・ロメロ（英語版）（ アルゼンチン、ゴルフ（世界通算80勝、欧州ツアー・チャンピオンズツアーなどで活躍。スペイン語で猫の意味をなす“エル・ゲトー”の異名を持つ。その後地元アルゼンチンのビラ・アレンデ市長を歴任）、* 1954年）[326]
- 17日 - 白岩政寿（秋田県、相撲（元十両、引退後は若者頭として活動）、* 1957年）[327]
- 19日 - 三村恪一（東京都、サッカー（元日本代表、メルボルン五輪代表）、* 1931年）[328]

### 3月
- 1日 - アレフティナ・コルチナ（ ソビエト連邦/ ロシア、クロスカントリースキー〈1964年インスブルックオリンピック女子3×5kmリレー金メダリスト〉、* 1930年）[329]
- 2日 - 今成泰章（東京都、野球〈学生時代は捕手として活躍。駒澤大学卒業後阪神タイガースにスカウトとして入団。チーフスカウトを経て2003年から北海道日本ハムファイターズスカウト。ダルビッシュ有、大谷翔平らを担当したことで知られる。元プロ野球選手の今成亮太の実父〉、* 1955年）[330][331]
- 3日
  - 三沢淳（島根県、野球〈中日ドラゴンズ・日本ハムファイターズ投手〉、* 1952年）[332]
  - アルベルト・ポボル（ ユーゴスラビア/ クロアチア、サッカー〈セレッソ大阪でヘッドコーチ・監督を務める〉、* 1956年）[333]
  - ディーン・ウッズ（ オーストラリア、自転車競技〈1984年ロサンゼルスオリンピック団体追抜金メダリスト〉、* 1966年）[334]
- 9日 - ジャスティス・クリストファー（ ナイジェリア、サッカー〈ロイヤル・アントワープFCなどでプレー、また同国代表選手としても活躍〉、* 1981年）[335]
- 12日 - ペンティ・カルボネン（ フィンランド、陸上競技、* 1931年）[336][337]
- 14日
  - チャールズ・エドワード・グリーン（ アメリカ合衆国、陸上競技〈1968年メキシコシティオリンピック4×100mリレー金メダリスト〉、* 1944年）[338]
  - スコット・ホール（ アメリカ合衆国、プロレス〈新日本プロレスに参戦、WWFではレイザー・ラモンの名前で活動、WCWではnWoの一員としてWCW世界タッグ王座を獲得〉、* 1958年）[339]
- 16日 - 高橋国光（東京都、モータースポーツ〈オートバイ、四輪双方のレーサーとして活躍、二輪世界選手権レース日本人初優勝（250cc）などの実績を持つ〉、* 1940年）[340]

### 4月
- 3日 - 坪田信義（大阪府、野球（ミズノのグラブ職人としてイチローらのグラブを手掛けた）、* 1933年）[341]
- 16日 - 亀田昭雄（栃木県、プロボクシング（元日本ウェルター級・ジュニアウェルター級王者）、* 1956年）[342]
- 17日 - スティーブ・カンバーランド（ ニュージーランド、ラグビー（コベルコ神戸スティーラーズヘッドフォワードコーチ）、* 1964年）[343]
- 21日 - 渡辺和己（福岡県、陸上競技（1960年ローマ五輪男子マラソン・1964年東京五輪男子1万メートル代表。1960年別府大分毎日マラソン優勝。九電工陸上競技部監督、九州陸上競技協会理事長を歴任）、* 1935年）[344]

### 5月
- 1日 - イビチャ・オシム（ ボスニア・ヘルツェゴビナ/ ユーゴスラビア、サッカー〈FKジェリェズニチャル・サラエヴォなどで選手としてプレー、指導者としてSKシュトゥルム・グラーツ、旧ユーゴスラビア代表、日本代表などで監督を務める〉、* 1941年）[345]
- 12日 - 松永怜一（福岡県、野球（元日本代表、住友金属監督、1984年ロス五輪で日本代表を金メダルに導く。2007年に野球殿堂入り）、* 1931年）[346]
- 13日 - 熊﨑勝彦（岐阜県、野球（弁護士・元東京地方検察庁特捜部長。13代目日本野球機構コミッショナー（2014年 - 2017年）。2015年に発覚した読売ジャイアンツ所属選手による野球賭博問題の対応に当たる）、* 1942年）[347]
- 14日 - 河村亮（神奈川県、スポーツアナウンサー（日本テレビアナウンサー。1991年の入社以来プロ野球中継、新春スポーツスペシャル箱根駅伝などを担当。またバラエティ番組でも活躍）、* 1967年）[348]
- 15日 - 高橋（現姓・浜松）ヨシ江（群馬県、陸上競技（1956年メルボルン五輪女子走り幅跳び代表。中央大学女子陸上部監督を歴任。1993年には女性で初めて日本陸連理事に就任）、* 1932年）[349]
- 29日
  - ターザン後藤（静岡県、プロレス〈FMWで活躍、1990年に史上初のノーロープ有刺鉄線電流爆破デスマッチで大仁田厚と対戦、プロレス大賞年間最高試合に選出〉、* 1963年）[350]
  - （報道日）レスター・ピゴット（ イギリス、競馬（元騎手。イギリスダービーで史上最多の9勝をマーク。また1970年の英三冠馬ニジンスキーの主戦騎手として知られる。通算4493勝）、* 1935年）[351]

### 7月
- 6日 - 青柳政司（愛知県、プロレス〈空手・誠心会館館長、FMWでの異種格闘技戦を切っ掛けにプロレスに転向、新日本プロレスやプロレスリング・ノアにも参戦〉、* 1956年）[352]
- 16日 - 2代若乃花幹士（青森県、相撲（第56代横綱）、* 1953年）[353]
- 17日 - 久保山誠（佐賀県、野球（西鉄ライオンズ、阪急ブレーブス捕手、引退後に電気化学工業硬式野球部監督）、* 1934年）[354]
- 23日 - 枇杷阪明（東京都、スポーツアナウンサー（元ニッポン放送アナウンサー。『ニッポン放送ショウアップナイター』を中心に担当。1977年9月に王貞治がハンク・アーロンの大リーグ記録を抜く通算756号本塁打達成の瞬間を実況。同局退社後はフリーとしてテレビ神奈川の横浜ベイスターズ戦の実況で活躍）、* 1932年）[355][356]
- 27日 - 宮崎集（富山県、トライアスロン（2019年U23日本選手権優勝）、* 1996年）[357]

### 8月
- 1日 - ウーゴ・フェルナンデス（ ウルグアイ、サッカー〈元コンサドーレ札幌（現・北海道コンサドーレ札幌）監督。就任1年目の1997年に札幌をJFLからJリーグ昇格に導く〉、* 1945年）[358]
- 4日 - ジョニー・ファメション（ オーストラリア、ボクシング〈元WBC世界フェザー級王者〉、* 1945年）[359]
- 9日 - イヴァン・ジン・ラベール（ アメリカ合衆国、プロレス〈ロサンゼルスを本拠としていたワールド・レスリング・アソシエーション（WWA）などで選手、プロモーターを務め、また総合格闘家、俳優、スタントマンなどでも活躍した〉、* 1932年）[360]
- 17日 - 伊藤雄二（大阪府、競馬（元日本中央競馬会騎手・調教師。調教師として1993年のダービー馬・ウイニングチケット、GI競走2勝のエアグルーヴなどを管理）、* 1937年）[361]
- 20日 - トム・ワイスコフ（英語版）（ アメリカ合衆国、ゴルフ〈PGAツアー通算16勝。1973年全英オープン・1995年全米シニアオープン覇者。またゴルフ中継解説者・ゴルフ場設計者としても活躍〉、* 1942年）[362]
- 24日 - 森健兒（広島県、サッカー〈Jリーグ初代専務理事。JSL総務主事としてJリーグ創設を推進。森孝慈・元日本代表監督の実兄〉、* 1937年）[363][364]
- 26日
  - 岡部達（旧台湾、スポーツアナウンサー（元TBSアナウンサー、具志堅用高のWBA世界ジュニアフライ級防衛戦全13戦の実況を担当）、* 1934年）[365]
  - 鶴見五郎（神奈川県、プロレス〈国際プロレス、全日本プロレスに所属。またフィットネストレーナーとしても活躍した〉、* 1948年）[366]

### 9月
- 6日 - オルガ・アンドリアノワ（ ロシア、カーリング、* 1952年）[367]
- 7日 - 高橋昭雄（埼玉県、野球〈元東洋大学硬式野球部監督〉、* 1948年）[368]
- 11日
  - アンソニー・バルバロ（ アメリカ合衆国、野球〈アトランタ・ブレーブスなど投手〉、* 1984年）[369]
  - イライアス・テオドロウ（ カナダ、マーシャルアーツ、* 1988年）[370]
- 13日 - 矢尾板貞雄（東京都、ボクシング〈元東洋・日本フライ級王者、元世界フライ級1位、ボクシング解説者、競馬評論家〉、* 1935年）[371]
- 23日 - スターマン（ メキシコ、プロレス〈2005年に新日本プロレスに参戦経歴あり〉、* 1974年）[372]
- 25日 - 池永正明（山口県、野球〈元西鉄ライオンズ投手。在籍中の1970年に「黒い霧事件」に巻き込まれ永久失格処分を受けるも2005年に処分解除〉、* 1946年）[373]
- 26日 - 鈴木幸雄（和歌山県、野球〈元阪急ブレーブス投手〉、* 1932年）[374]

### 10月
- 1日 - アントニオ猪木（神奈川県、プロレス〈日本プロレス時代はジャイアント馬場（1999年没）とのタッグ「BI砲」で活躍、新日本プロレス創設後は異種格闘技戦などでブームを起こし、長くエースとして君臨。また参議院議員を2期勤める〉、* 1943年）[375]
- 2日
  - エデル・ジョフレ（ ブラジル、ボクシング〈元世界統一バンタム級・WBC世界フェザー級王者〉、* 1936年）[376]
  - シャーリー・エングルホーン（ アメリカ合衆国、ゴルフ〈LPGAツアー通算11勝、1970年全米女子プロゴルフ選手権優勝者〉、* 1940年）[377]
- 4日 - 田中茂樹（広島県、陸上競技〈日本体育大学在学中の1951年に日本人として初めてボストンマラソンを制した選手。現役引退後日本陸上競技連盟理事や全国マラソン連盟会長などを歴任〉、* 1931年）[378]
- 7日 - ビル・ニーダー（ アメリカ合衆国、陸上競技〈1960年ローマオリンピック砲丸投金メダリスト〉、* 1933年）[379]
- 8日
  - 藤尾茂（兵庫県、野球〈元読売ジャイアンツ捕手。ベストナインに4度選出〉、* 1934年）[380][381]
  - ヘルベン・カルステンス（ オランダ、自転車競技（1964年東京五輪100kmチームタイムトライアル金メダリスト）、* 1942年）[382]
- 9日 - 柴田保光（長崎県、野球〈西武ライオンズ、日本ハムファイターズ投手。1990年に平成初のノーヒットノーラン達成〉、* 1957年）[383]
- 12日
  - ルーシャス・ジャクソン（ アメリカ合衆国、バスケットボール〈NBAフィラデルフィア・セブンティシクサーズ所属、1964年東京オリンピック金メダリスト〉、* 1941年）[384]
  - 北村克哉（東京都、ボディビル、プロレス〈新日本プロレス所属、2017年ヤングライオン杯優勝〉、* 1985年）[385]
- 13日
  - ハルボル・ナース（ ノルウェー、スキージャンプ、* 1927年）[386]
  - ブルース・スーター（ アメリカ合衆国、野球〈セントルイス・カージナルスなど投手、2006年に野球殿堂入り〉、* 1953年）[387]
- 17日 - 石井冨士夫（静岡県、ゴルフ〈プロ通算6勝。1997年から99年まで日本プロゴルフ協会（PGA）会長。その後は相談役としてPGAを下支えした。テレビのゴルフ中継解説でも活躍〉、* 1940年）[388]
- 19日 - フィリップ・ワルインゲ（ ケニア、ボクシング〈オリンピック2大会連続メダリスト、日本で「ワルインゲ中山」のリングネームでプロボクサーとして活動し、日本ジュニアフェザー級王座を獲得〉、* 1945年）[389]
- 21日
  - 大澤慶己（千葉県、柔道〈講道館十段、元早稲田大学教授・名誉教授〉、* 1926年）[390][391]
  - ハリー・ホワイト（ オーストラリア、競馬〈メルボルンカップ4度優勝、オーストラリア競馬殿堂顕彰騎手〉、* 1944年）[392]
  - 工藤壮人（東京都、サッカー〈元日本代表、柏レイソル、サンフレッチェ広島、テゲバジャーロ宮崎など所属〉、* 1990年）[393]
- 没日不明 - 渡辺長武（北海道、レスリング〈公式戦189連勝を記録、1964東京五輪フリースタイルフェザー級金メダリスト〉、* 1940年）[394]

### 11月
- 6日 - 中田達也（福岡県、競艇、* 1993年）[395]
- 11日 - 村田兆治（広島県、野球〈元ロッテオリオンズ投手・福岡ダイエーホークス一軍投手コーチ。通算215勝。「マサカリ投法」「サンデー兆治」の名で知られる。沢村栄治賞の選考委員も歴任。2005年に野球殿堂入り〉、* 1949年）[396]
- 23日
  - 36代木村庄之助（鹿児島県、大相撲〈立行司〉、* 1948年）[397]
  - デヴィッド・ジョンソン（ イングランド、サッカー〈イプスウィッチ・タウンFCなどでプレー、元イングランド代表〉、* 1951年）[398]
- 24日 - モイセス・フェンテス（ メキシコ、ボクシング〈元国際ボクシング機構（WBO）世界ミニマム級王者〉、* 1985年）[399]
- 30日 - 金井清一（新潟県、ゴルフ（レギュラーツアー12勝、PGAシニアツアー17勝を記録。1996年から4年連続でシニアツアー賞金王。公式戦での勝利が多かったことから「公式戦男」の異名を持つ。2018年に日本プロゴルフ殿堂入り。テレビ中継の解説やレッスン番組の講師でも活躍した）、* 1940年）[400][401]

### 12月
- 1日
  - エルコーレ・バルディーニ（ イタリア、自転車競技〈1956年メルボルンオリンピック個人ロードレース金メダリスト〉、* 1933年）[402]
  - ゲイロード・ペリー（ アメリカ合衆国、野球〈MLB・サンフランシスコ・ジャイアンツなど投手、1991年に野球殿堂入り〉、* 1938年）[403]
- 2日 - 菊川凱夫（静岡県、サッカー〈三菱重工でプレー、元日本代表【国際Aマッチ16試合】、アビスパ福岡で監督を務める〉、* 1944年）[404][405]
- 4日
  - パトリック・タンベイ（ フランス、モータースポーツ（1977年・1980年のカナディアン-アメリカン・チャレンジカップチャンピオン）、* 1949年）[406]
  - 岸本健（北海道、スポーツ全般（写真家。1970年に日本人として初めてサッカーワールドカップを取材。また1964年東京五輪から2014年ソチ五輪までカメラマンとして参加。1966年にスポーツ写真家集団「フォート・キシモト」を設立）、* 1938年）[407]
- 19日 - 皆川康夫（静岡県、野球〈元東映フライヤーズ・日拓ホームフライヤーズ・日本ハムファイターズ及び元広島東洋カープ投手〉、* 1947年）[408]
- 20日 - フランコ・ハリス（ アメリカ合衆国、アメリカンフットボール〈ピッツバーグ・スティーラーズなどに所属、プロフットボール殿堂顕彰者〉、* 1950年）[409]
- 22日
  - アントン・トカシュ（ スロバキア、自転車競技〈旧チェコスロバキア代表選手として1976年モントリオールオリンピックスプリントにて金メダルを獲得〉、* 1951年）[410]
  - ステファン・ボナー（ アメリカ合衆国、総合格闘技（2013年にUFC殿堂入り）、* 1977年）[411]
- 23日 - フィリップ・ストレイフ（ フランス、モータースポーツ〈元F1ドライバー〉、* 1955年）[412]
- 24日
  - ヴィットリオ・アドルニ（ イタリア、自転車競技（1965年ジロ・デ・イタリア総合優勝、1968年世界自転車選手権・プロロード優勝）、* 1937年）[413]
  - キャシー・ウィットワース（ アメリカ合衆国、ゴルフ〈メジャー6勝を含めUSLPGAツアー史上最多となる88勝をマーク。賞金女王8回、最優秀選手を7度獲得。また同ツアーで初めて生涯獲得賞金総額が100万ドルを突破した選手。1975年に世界ゴルフ殿堂入り〉、* 1939年）[414][415]
- 25日 - ファビアン・オニール（ ウルグアイ、サッカー〈ナシオナル・モンテビデオなど所属、元同国代表〉、* 1973年）[416]
- 26日 - ヴィクトリア・リー（英語版）（ アメリカ合衆国、総合格闘技（ONE Championship所属。姉のアンジェラ・リーも同団体に所属）、* 2004年）[417]
- 27日 - フレッド・バレンタイン（ アメリカ合衆国、野球〈ボルチモア・オリオールズ、ワシントン・セネタース、阪神タイガースなど外野手〉、* 1935年）[418]
- 28日 - 沼田宏文（兵庫県、バスケットボール〈ミュンヘン、モントリオール五輪日本代表、日本人初の200cm超え代表選手〉）[419]
- 29日 - ペレ（エドソン・アランテス・ド・ナシメント、 ブラジル、サッカー〈サントスFCなどに所属、元ブラジル代表、1958年W杯で史上最年少となる17歳239日でハットトリックを記録するなどW杯優勝3回、12得点をマーク。「サッカーの王様」として知られる〉、* 1940年）[420]
- 30日 - ジョニー・パワーズ（ カナダ、プロレス〈元NWF世界ヘビー級王者、五大湖地区プロモーター〉、* 1943年）[421]
- 31日 - バリー・レーン（英語版）（ イングランド、ゴルフ（欧州ツアー5勝、欧州シニアツアー8勝。日本でも2018年のPGAシニアツアー「富士フイルムシニアチャンピオンシップ」で優勝）、* 1960年）[422]